# Verenigde Staten op de Olympische Zomerspelen 2020
Verenigde Staten was een van de deelnemende landen aan de Olympische Zomerspelen 2020 in Tokio, Japan.

## Medailleoverzicht
| Medaille | Naam | Sport          | Onderdeel                 | Datum      |
| -------- | --- | -------------- | ------------------------- | ---------- |
| Goud     | Lee Kiefer | Schermen       | floret (v)                | 25 juli    |
| Goud     | Will Shaner | Schietsport    | 10m luchtpistool (m)      | 25 juli    |
| Goud     | Chase Kalisz | Zwemmen        | 400 m wisselslag (m)      | 25 juli    |
| Goud     | Anastasija Zolotic | Taekwondo      | -57kg (v)                 | 25 juli    |
| Goud     | Zach Apple Bowen Becker Brooks Curry* Caeleb Dressel Blake Pieroni | Zwemmen        | 4×100 m wisselslag (m)    | 26 juli    |
| Goud     | Vincent Hancock | Schietsport    | skeet (m)                 | 26 juli    |
| Goud     | Amber English | Schietsport    | skeet (v)                 | 26 juli    |
| Goud     | Carissa Moore | Surfen         | vrouwen                   | 27 juli    |
| Goud     | Lydia Jacoby | Zwemmen        | 100 m schoolslag (v)      | 27 juli    |
| Goud     | Stefanie Dolson Allisha Gray Kelsey Plum Jackie Young | Basketbal      | 3×3 (v)                   | 28 juli    |
| Goud     | Katie Ledecky | Zwemmen        | 1500 m vrije slag (v)     | 28 juli    |
| Goud     | Sunisa Lee | Turnen         | meerkamp (v)              | 29 juli    |
| Goud     | Caeleb Dressel | Zwemmen        | 100 m vrije slag (m)      | 29 juli    |
| Goud     | Robert Finke | Zwemmen        | 800 m vrije slag (m)      | 29 juli    |
| Goud     | Caeleb Dressel | Zwemmen        | 100 m vlinderslag (m)     | 31 juli    |
| Goud     | Katie Ledecky | Zwemmen        | 800 m vrije slag (v)      | 31 juli    |
| Goud     | Xander Schauffele | Golf           | mannen                    | 1 augustus |
| Goud     | Caeleb Dressel | Zwemmen        | 50 m vrije slag (m)       | 1 augustus |
| Goud     | Robert Finke | Zwemmen        | 1500 m vrije slag (m)     | 1 augustus |
| Goud     | Michael Andrew Zach Apple Hunter Armstrong* Caeleb Dressel Ryan Murphy Blake Pieroni* Tom Shields* Andrew Wilson* | Zwemmen        | 4×100 m wisselslag (m)    | 1 augustus |
| Goud     | Valarie Allman | Atletiek       | discuswerpen (v)          | 2 augustus |
| Goud     | Jade Carey | Turnen         | vloer (v)                 | 2 augustus |
| Goud     | Athing Mu | Atletiek       | 800 m (v)                 | 3 augustus |
| Goud     | Tamyra Mensah Stock | Worstelen      | -68 kg vrije stijl (v)    | 3 augustus |
| Goud     | Sydney McLaughlin | Atletiek       | 400 m horden (v)          | 4 augustus |
| Goud     | Ryan Crouser | Atletiek       | kogelstoten (m)           | 5 augustus |
| Goud     | Katie Nageotte | Atletiek       | polsstokhoogspringen (v)  | 5 augustus |
| Goud     | Nevin Harrison | Kanovaren      | C-1 200 m (v)             | 5 augustus |
| Goud     | David Taylor | Worstelen      | -86 kg vrije stijl (v)    | 5 augustus |
| Goud     | April Ross Alix Klineman | Beachvolleybal | vrouwen                   | 6 augustus |
| Goud     | Gable Steveson | Worstelen      | -125 kg vrije stijl (v)   | 6 augustus |
| Goud     | Rai Benjamin Michael Cherry Bryce Deadmon Michael Norman Vernon Norwood* Randolph Ross* Trevor Stewart* | Atletiek       | 4×400m (m)                | 7 augustus |
| Goud     | Kendall Ellis* Allyson Felix Lynna Irby* Wadeline Jonathas* Sydney McLaughlin Athing Mu Dalilah Muhammad Kaylin Whitney* | Atletiek       | 4×400m (v)                | 7 augustus |
| Goud     | basketbalteam mannen Bam Adebayo Devin Booker Kevin Durant Jerami Grant Draymond Green Jrue Holiday Keldon Johnson Zach LaVine Damian Lillard JaVale McGee Khris Middleton Jayson Tatum | Basketbal      | team (m)                  | 7 augustus |
| Goud     | Nelly Korda | Golf           | vrouwen                   | 7 augustus |
| Goud     | waterpoloteam vrouwen Ashleigh Johnson Maddie Musselman Melissa Seidemann Rachel Fattal Paige Hauschild Maggie Steffens Stephania Haralabidis Jamie Neushul Aria Fischer Kaleigh Gilchrist Makenzie Fischer Alys Williams Amanda Longan | Waterpolo      | vrouwen                   | 7 augustus |
| Goud     | basketbalteam vrouwen Ariel Atkins Sue Bird Tina Charles Napheesa Collier Skylar Diggins-Smith Sylvia Fowles Chelsea Gray Brittney Griner Jewell Loyd Breanna Stewart Diana Taurasi A'ja Wilson | Basketbal      | team (v)                  | 8 augustus |
| Goud     | Jennifer Valente | Wielersport    | omnium (v)                | 8 augustus |
| Goud     | volleybalteam vrouwen Micha Hancock Jordyn Poulter Justine Wong-Orantes Jordan Larson Annie Drews Jordan Thompson Michelle Bartsch-Hackley Kimberly Hill Foluke Akinradewo Haleigh Washington Kelsey Robinson Chiaka Ogbogu | Volleybal      | zaal (v)                  | 8 augustus |
|          | |                |                           |            |
| Zilver   | Jay Litherland | Zwemmen        | 400 m wisselslag (m)      | 25 juli    |
| Zilver   | Emma Weyant | Zwemmen        | 400 m wisselslag (v)      | 25 juli    |
| Zilver   | Katie Ledecky | Zwemmen        | 400 m vrije slag (v)      | 26 juli    |
| Zilver   | Jessica Parratto Delaney Schnell | Schoonspringen | 10 m toren synchroon (v)  | 27 juli    |
| Zilver   | Adrienne Lyle Steffen Peters Sabine Schut-Kery | Paardensport   | dressuur team             | 27 juli    |
| Zilver   | Simone Biles Jordan Chiles Sunisa Lee Grace McCallum | Turnen         | team (v)                  | 27 juli    |
| Zilver   | Lucas Kozeniesky Mary Tucker | Schietsport    | 10 m luchtgeweer team (x) | 27 juli    |
| Zilver   | softbalteam vrouwen Monica Abbott Ali Aguilar Valerie Arioto Ally Carda Amanda Chidester Rachel Garcia Haylie McCleney Aubree Munro Michelle Moultrie Dejah Mulipolah Bubba Nickles Cat Osterman Delaney Spaulding Kelsey Stewart Janie Reed | Softbal        | team                      | 27 juli    |
| Zilver   | Andrew Capobianco Michael Hixon | Schoonspringen | 3 m plank synchroon (m)   | 27 juli    |
| Zilver   | Erica Sullivan | Zwemmen        | 1500 m vrije slag (v)     | 28 juli    |
| Zilver   | Alex Walsh | Zwemmen        | 200 m wisselslag (v)      | 28 juli    |
| Zilver   | Kayle Browning | Schietsport    | trap (v)                  | 29 juli    |
| Zilver   | Regan Smith | Zwemmen        | 200 m vlinderslag (v)     | 29 juli    |
| Zilver   | Brooke Forde* Paige Madden Katie McLaughlin Katie Ledecky Allison Schmitt Bella Sims* | Zwemmen        | 4x200 m vrije slag (v)    | 29 juli    |
| Zilver   | Ryan Murphy | Zwemmen        | 200 m schoolslag (m)      | 30 juli    |
| Zilver   | Lilly King | Zwemmen        | 200 m schoolslag (v)      | 30 juli    |
| Zilver   | Taylor Knibb Kevin McDowell Morgan Pearson Katie Zaferes | Triatlon       | gemengde estafette (x)    | 31 juli    |
| Zilver   | Fred Kerley | Atletiek       | 100 m (m)                 | 1 augustus |
| Zilver   | Raven Saunders | Atletiek       | kogelstoten (v)           | 1 augustus |
| Zilver   | Hannah Roberts | Wielersport    | BMX freestyle (v)         | 1 augustus |
| Zilver   | MyKayla Skinner | Turnen         | sprong (v)                | 1 augustus |
| Zilver   | Erika Brown* Claire Curzan* Torri Huske Lydia Jacoby Lilly King* Regan Smith Abbey Weitzeil Rhyan White* | Zwemmen        | 4x100 m wisselslag (v)    | 1 augustus |
| Zilver   | Katherine Nye | Gewichtheffen  | -76 kg (v)                | 1 augustus |
| Zilver   | Kendra Harrison | Atletiek       | 100 m horden (v)          | 2 augustus |
| Zilver   | Adeline Gray | Worstelen      | -76 kg vrije stijl (v)    | 2 augustus |
| Zilver   | Rai Benjamin | Atletiek       | 400 m horden (m)          | 3 augustus |
| Zilver   | Chris Nilsen | Atletiek       | polsstokhoogspringen (m)  | 3 augustus |
| Zilver   | Brittney Reese | Atletiek       | verspringen (v)           | 3 augustus |
| Zilver   | Kenny Bednarek | Atletiek       | 200 m (m)                 | 4 augustus |
| Zilver   | Dalilah Muhammad | Atletiek       | 400 m horden (v)          | 4 augustus |
| Zilver   | Courtney Frerichs | Atletiek       | 3000 m steeplechase (v)   | 4 augustus |
| Zilver   | Grant Holloway | Atletiek       | 110 m horden (m)          | 5 augustus |
| Zilver   | Joe Kovacs | Atletiek       | kogelstoten (m)           | 5 augustus |
| Zilver   | Duke Ragan | Boksen         | vedergewicht (m)          | 5 augustus |
| Zilver   | Nathaniel Coleman | Klimsport      | mannen                    | 5 augustus |
| Zilver   | Teahna Daniels English Gardner* Aleia Hobbs* Javianne Oliver Jenna Prandini Gabrielle Thomas | Atletiek       | 4×100 m (v)               | 6 augustus |
| Zilver   | honkbalteam mannen Nick Allen Eddy Alvarez Tyler Austin Shane Baz Triston Casas Anthony Carter Brandon Dickson Tim Federowicz Eric Filia Todd Frazier Anthony Gose Edwin Jackson Scott Kazmir Patrick Kivlehan Mark Kolozsvary Jack López Nick Martinez Scott McGough David Robertson Joe Ryan Ryder Ryan Simeon Woods Richardson Bubba Starling Jamie We | honkbal        | mannen                    | 7 augustus |
| Zilver   | Laura Kraut Jessica Springsteen McLain Ward | Paardensport   | springen team             | 7 augustus |
| Zilver   | Kyle Snyder | Worstelen      | -97 kg vrije stijl (m)    | 7 augustus |
| Zilver   | Keyshawn Davis | Boksen         | lichtgewicht (m)          | 8 augustus |
| Zilver   | Richard Torrez | Boksen         | superzwaargewicht (m)     | 8 augustus |
|          | |                |                           |            |
| Brons    | Jagger Eaton | Skateboarden   | street (m)                | 25 juli    |
| Brons    | Kieran Smith | Zwemmen        | 400 m vrije slag (m)      | 25 juli    |
| Brons    | Hali Flickinger | Zwemmen        | 400 m wisselslag (v)      | 25 juli    |
| Brons    | Erika Brown Catie DeLoof* Natalie Hinds Simone Manuel Allison Schmitt* Olivia Smoliga*Abbey Weitzeil | Zwemmen        | 4×100 m vrije slag (v)    | 25 juli    |
| Brons    | Ryan Murphy | Zwemmen        | 100 m rugslag (m)         | 27 juli    |
| Brons    | Regan Smith | Zwemmen        | 100 m rugslag (v)         | 27 juli    |
| Brons    | Lilly King | Zwemmen        | 100 m schoolslag (v)      | 27 juli    |
| Brons    | Katie Zaferes | Triatlon       | individueel (v)           | 27 juli    |
| Brons    | Kate Douglass | Zwemmen        | 200 m wisselslag (v)      | 28 juli    |
| Brons    | Hali Flickinger | Zwemmen        | 200 m vlinderslag (v)     | 29 juli    |
| Brons    | Annie Lazor | Zwemmen        | 200 m schoolslag (v)      | 30 juli    |
| Brons    | Bryce Deadmon* Kendall Ellis Elija Godwin* Lynna Irby* Taylor Manson* Vernon Norwood Trevor Stewart Kaylin Whitney | Atletiek       | 4×400m (x)                | 31 juli    |
| Brons    | Brian Burrows Madelynn Bernau | Schietsport    | trap team (x)             | 31 juli    |
| Brons    | Krysta Palmer | Schoonspringen | 3 m plank (v)             | 1 augustus |
| Brons    | Race Imboden Nick Itkin Alexander Massialas Gerek Meinhardt | Schermen       | floret team (m)           | 1 augustus |
| Brons    | Sunisa Lee | Turnen         | brug (v)                  | 1 augustus |
| Brons    | Sarah Robles | Gewichtheffen  | +87kg (v)                 | 2 augustus |
| Brons    | Gabrielle Thomas | Atletiek       | 200m (v)                  | 3 augustus |
| Brons    | Raevyn Rogers | Atletiek       | 800m (v)                  | 3 augustus |
| Brons    | Chloé Dygert Megan Jastrab Emma White Lily Williams* | Wielersport    | ploegenachtervolging (v)  | 3 augustus |
| Brons    | Simone Biles | Turnen         | balk (v)                  | 3 augustus |
| Brons    | Noah Lyles | Atletiek       | 200m (m)                  | 4 augustus |
| Brons    | Oshae Jones | Boksen         | weltergewicht (v)         | 4 augustus |
| Zilver   | voetbalteam vrouwen Jane Campbell Abby Dahlkemper Tierna Davidson Crystal Dunn Julie Ertz Adrianna Franch Tobin Heath Lindsey Horan Casey Krueger Rose Lavelle Carli Lloyd Catarina Macario Kristie Mewis Sam Mewis Alex Morgan Alyssa Naeher Kelley O'Hara Christen Press Megan Rapinoe Becky Sauerbrunn Emily Sonnett Lynn Williams                     | voetbal        | vrouwen                   | 5 augustus |
| Brons    | Cory Juneau | Skateboarden   | park (m)                  | 5 augustus |
| Brons    | Thomas Gilman | Worstelen      | -57 kg vrije stijl (m)    | 5 augustus |
| Brons    | Helen Maroulis | Worstelen      | -57 kg vrije stijl (v)    | 5 augustus |
| Brons    | Paul Chelimo | Atletiek       | 5000m (m)                 | 6 augustus |
| Brons    | Allyson Felix | Atletiek       | 400m (v)                  | 6 augustus |
| Brons    | Ariel Torres | Karate         | kata (m)                  | 6 augustus |
| Brons    | Kyle Dake | Worstelen      | -74 kg vrije stijl (m)    | 6 augustus |
| Brons    | Molly Seidel | Atletiek       | marathon (v)              | 7 augustus |
| Brons    | Sarah Hildebrandt | Worstelen      | -50 kg vrije stijl (v)    | 7 augustus |

* Atleet nam niet deel in de finale.

## Atleten
| sport            | mannen | vrouwen | totaal |
| ---------------- | ------ | ------- | ------ |
| Atletiek         | 63     | 65      | 128    |
| Badminton        | 3      | 1       | 4      |
| Basketbal        | 12     | 16      | 28     |
| Boksen           | 5      | 5       | 10     |
| Boogschieten     | 3      | 3       | 6      |
| Gewichtheffen    | 4      | 4       | 8      |
| Golf             | 4      | 4       | 8      |
| Gymnastiek       | 6      | 14      | 20     |
| Honkbal          | 24     | 0       | 24     |
| Judo             | 1      | 3       | 4      |
| Kanovaren        | 2      | 2       | 4      |
| Karate           | 3      | 1       | 4      |
| Klimsport        | 2      | 2       | 4      |
| Moderne vijfkamp | 1      | 1       | 2      |
| Paardensport     | 5      | 4       | 9      |
| Roeien           | 13     | 24      | 37     |
| Rugby            | 12     | 12      | 24     |
| Schermen         | 9      | 9       | 18     |
| Schietsport      | 11     | 9       | 20     |
| Schoonspringen   | 5      | 6       | 11     |
| Skateboarden     | 6      | 6       | 12     |
| Softbal          | 0      | 15      | 15     |
| Surfen           | 2      | 2       | 4      |
| Synchroonzwemmen | 0      | 2       | 2      |
| Taekwondo        | 0      | 2       | 2      |
| Tafeltennis      | 3      | 3       | 6      |
| Tennis           | 6      | 6       | 12     |
| Triatlon         | 2      | 3       | 5      |
| Voetbal          | 0      | 18      | 18     |
| Volleybal        | 16     | 16      | 32     |
| Waterpolo        | 13     | 13      | 26     |
| Wielersport      | 9      | 18      | 27     |
| Worstelen        | 9      | 6       | 15     |
| Zeilen           | 6      | 7       | 13     |
| Zwemmen          | 25     | 28      | 53     |
| totaal           | 285    | 330     | 615    |

## Sporten

### Atletiek
Mannen
Loopnummers
| atleet                                                                                                  | onderdeel           | series   | series | kwartfinale | kwartfinale | halve finale   | halve finale   | finale         | finale         |
| atleet                                                                                                  | onderdeel           | tijd     | rang   | tijd        | rang        | tijd           | rang           | tijd           | rang           |
| --- | ------------------- | -------- | ------ | ----------- | ----------- | -------------- | -------------- | -------------- | -------------- |
| Ronnie Baker                                                                                            | 100 m               | bye      | bye    | 10,03       | 1 Q         | 9,83           | 2 Q            | 9,95           | 5              |
| Trayvon Bromell                                                                                         | 100 m               | bye      | bye    | 10,05       | 4 q         | 10,00          | 3              | niet geplaatst | niet geplaatst |
| Fred Kerley                                                                                             | 100 m               | bye      | bye    | 9,97        | 2 Q         | 9,96           | 1 Q            | 9,84           | Zilver         |
| Kenny Bednarek                                                                                          | 200 m               | 20,01    | 1 Q    | n.v.t.      | n.v.t.      | 19,83          | 2 Q            | 19,68          | Zilver         |
| Erriyon Knighton                                                                                        | 200 m               | 20,55    | 1 Q    | n.v.t.      | n.v.t.      | 20,02          | 1 Q            | 19,93          | 4              |
| Noah Lyles                                                                                              | 200 m               | 20,18    | 1 Q    | n.v.t.      | n.v.t.      | 19,99          | 3 q            | 19,74          | Brons          |
| Michael Cherry                                                                                          | 400 m               | 44,82    | 1 Q    | n.v.t.      | n.v.t.      | 44,44          | 1 Q            | 44,21          | 4              |
| Michael Norman                                                                                          | 400 m               | 45,35    | 2 Q    | n.v.t.      | n.v.t.      | 44,52          | 2 Q            | 44,31          | 5              |
| Randolph Ross                                                                                           | 400 m               | 45,67    | 4      | n.v.t.      | n.v.t.      | niet geplaatst | niet geplaatst | niet geplaatst | niet geplaatst |
| Bryce Hoppel                                                                                            | 800 m               | 1.45,64  | 3 Q    | n.v.t.      | n.v.t.      | 1.44,91        | 5              | niet geplaatst | niet geplaatst |
| Isaiah Jewett                                                                                           | 800 m               | 1.45,07  | 5 q    | n.v.t.      | n.v.t.      | 2.38,12        | 7              | niet geplaatst | niet geplaatst |
| Clayton Murphy                                                                                          | 800 m               | 1.45,53  | 1 Q    | n.v.t.      | n.v.t.      | 1.44,18        | 2 Q            | 1.46,53        | 9              |
| Matthew Centrowitz Jr.                                                                                  | 1500 m              | 3.41,12  | 2 Q    | n.v.t.      | n.v.t.      | 3.33,69        | 9              | niet geplaatst | niet geplaatst |
| Cole Hocker                                                                                             | 1500 m              | 3.36,16  | 4 Q    | n.v.t.      | n.v.t.      | 3.33,87        | 2 Q            | 3.31,40        | 6              |
| Yared Nuguse                                                                                            | 1500 m              | DNS      | DNS    | n.v.t.      | n.v.t.      | niet geplaatst | niet geplaatst | niet geplaatst | niet geplaatst |
| Paul Chelimo                                                                                            | 5000 m              | 13.30,15 | 2 Q    | n.v.t.      | n.v.t.      | n.v.t.         | n.v.t.         | 12.59,05       | Brons          |
| Grant Fisher                                                                                            | 5000 m              | 13.31,80 | 8 q    | n.v.t.      | n.v.t.      | n.v.t.         | n.v.t.         | 13.08,40       | 9              |
| Woody Kincaid                                                                                           | 5000 m              | 13.39,04 | 3 Q    | n.v.t.      | n.v.t.      | n.v.t.         | n.v.t.         | 13.17,20       | 14             |
| Grant Fisher                                                                                            | 10000 m             | n.v.t.   | n.v.t. | n.v.t.      | n.v.t.      | n.v.t.         | n.v.t.         | 27.46,39       | 5              |
| Woody Kincaid                                                                                           | 10000 m             | n.v.t.   | n.v.t. | n.v.t.      | n.v.t.      | n.v.t.         | n.v.t.         | 28.11,01       | 13             |
| Joe Klecker                                                                                             | 10000 m             | n.v.t.   | n.v.t. | n.v.t.      | n.v.t.      | n.v.t.         | n.v.t.         | 28.14,18       | 14             |
| Devon Allen                                                                                             | 110 m horden        | 13,21    | 1 Q    | n.v.t.      | n.v.t.      | 13,18          | 1 Q            | 13,14          | 4              |
| Grant Holloway                                                                                          | 110 m horden        | 13,02    | 1 Q    | n.v.t.      | n.v.t.      | 13,13          | 1 Q            | 13,09          | Zilver         |
| Daniel Roberts                                                                                          | 110 m horden        | 13,41    | 2 Q    | n.v.t.      | n.v.t.      | 13,33          | 5              | niet geplaatst | niet geplaatst |
| Rai Benjamin                                                                                            | 400 m horden        | 48,60    | 1 Q    | n.v.t.      | n.v.t.      | 47,37          | 2 Q            | 46,17 AR       | Zilver         |
| David Kendziera                                                                                         | 400 m horden        | 49,23    | 4 Q    | n.v.t.      | n.v.t.      | 48,67          | 3              | niet geplaatst | niet geplaatst |
| Kenny Selmon                                                                                            | 400 m horden        | 48,61    | 2 Q    | n.v.t.      | n.v.t.      | 48,58          | 4              | niet geplaatst | niet geplaatst |
| Hillary Bor                                                                                             | 3000 m steeplechase | 8.19,80  | 6      | n.v.t.      | n.v.t.      | n.v.t.         | n.v.t.         | niet geplaatst | niet geplaatst |
| Mason Ferlic                                                                                            | 3000 m steeplechase | 8.20,23  | 8      | n.v.t.      | n.v.t.      | n.v.t.         | n.v.t.         | niet geplaatst | niet geplaatst |
| Benard Keter                                                                                            | 3000 m steeplechase | 8.17,31  | 6 q    | n.v.t.      | n.v.t.      | n.v.t.         | n.v.t.         | 8.22,12        | 11             |
| Abdihakem Abdirahman                                                                                    | marathon            | n.v.t.   | n.v.t. | n.v.t.      | n.v.t.      | n.v.t.         | n.v.t.         | 2:18.27        | 40             |
| Jacob Riley                                                                                             | marathon            | n.v.t.   | n.v.t. | n.v.t.      | n.v.t.      | n.v.t.         | n.v.t.         | 2:16.26        | 28             |
| Galen Rupp                                                                                              | marathon            | n.v.t.   | n.v.t. | n.v.t.      | n.v.t.      | n.v.t.         | n.v.t.         | 2:11.41        | 8              |
| Nick Christie                                                                                           | 20 km snelwandelen  | n.v.t.   | n.v.t. | n.v.t.      | n.v.t.      | n.v.t.         | n.v.t.         | 1:34.37        | 50             |
| Ronnie Baker Trayvon Bromell Cravon Gillespie Fred Kerley                                               | 4x100 m             | 38,10    | 6      | n.v.t.      | n.v.t.      | n.v.t.         | n.v.t.         | niet geplaatst | niet geplaatst |
| Rai Benjamin Michael Cherry Bryce Deadmon Michael Norman Vernon Norwood* Randolph Ross* Trevor Stewart* | 4x400 m             | 2.57,77  | 1 Q    | n.v.t.      | n.v.t.      | n.v.t.         | n.v.t.         | 2.55,70        | Goud           |

Technische nummers
| atleet            | onderdeel            | kwalificaties | kwalificaties | finale         | finale         |
| atleet            | onderdeel            | afstand       | rang          | afstand        | rang           |
| ----------------- | -------------------- | ------------- | ------------- | -------------- | -------------- |
| Mason Finley      | discuswerpen         | 60,34         | 23            | niet geplaatst | niet geplaatst |
| Reggie Jagers     | discuswerpen         | 61,47         | 19            | niet geplaatst | niet geplaatst |
| Sam Mattis        | discuswerpen         | 63,74         | 8 q           | 63,88          | 8              |
| Chris Benard      | hink-stap-springen   | 16,59         | 18            | niet geplaatst | niet geplaatst |
| Will Claye        | hink-stap-springen   | 16,91         | 8 q           | 17,44          | 4              |
| Donald Scott      | hink-stap-springen   | 17,01         | 6 q           | 17,18          | 7              |
| Daniel Haugh      | kogelslingeren       | 75,73         | 12 q          | 76,22          | 11             |
| Rudy Winkler      | kogelslingeren       | 78,81         | 2 Q           | 77,08          | 7              |
| Alex Young        | kogelslingeren       | 75,09         | 16            | niet geplaatst | niet geplaatst |
| Ryan Crouser      | kogelstoten          | 22,05         | 1 Q           | 23,30 OR       | Goud           |
| Joe Kovacs        | kogelstoten          | 20,93         | 11 q          | 22,65          | Zilver         |
| Payton Otterdahl  | kogelstoten          | 20,90         | 12 q          | 20,32          | 10             |
| KC Lightfoot      | polsstokhoogspringen | 5,75          | 3 q           | 5,80           | 4              |
| Matt Ludwig       | polsstokhoogspringen | 5,50          | 19            | niet geplaatst | niet geplaatst |
| Chris Nilsen      | polsstokhoogspringen | 5,75          | 1 q           | 5,97           | Zilver         |
| Marquis Dendy     | verspringen          | 7,85          | 19            | niet geplaatst | niet geplaatst |
| Steffin McCarter  | verspringen          | 7,92          | 15            | niet geplaatst | niet geplaatst |
| JuVaughn Harrison | verspringen          | 8,13          | 5 q           | 8,15           | 5              |
| JuVaughn Harrison | hoogspringen         | 2,28          | 4 q           | 2,33           | 7              |
| Shelby McEwen     | hoogspringen         | 2,28          | 8 q           | 2,27           | 12             |
| Darryl Sullivan   | hoogspringen         | 2,17          | 30            | niet geplaatst | niet geplaatst |
| Michael Shuey     | speerwerpen          | NM            | NM            | niet geplaatst | niet geplaatst |
| Curtis Thompson   | speerwerpen          | 78,20         | 21            | niet geplaatst | niet geplaatst |

Meerkamp
| atleet            | onderdeel | onderdeel | 100 m | vs   | ks    | hs   | 400 m | 110 h | dw    | ph   | sw    | 1500 m  | totaal | rang |
| ----------------- | --------- | --------- | ----- | ---- | ----- | ---- | ----- | ----- | ----- | ---- | ----- | ------- | ------ | ---- |
| Steve Bastien     | tienkamp  | res.      | 10,69 | 7,39 | 14,40 | 2,05 | 47,64 | 14,42 | 40,77 | 4,60 | 58,21 | 4.26,95 | 8236   | 10   |
| Steve Bastien     | tienkamp  | pnt.      | 931   | 908  | 753   | 850  | 927   | 921   | 680   | 790  | 711   | 765     | 8236   | 10   |
| Garrett Scantling | tienkamp  | res.      | 10,67 | 7,30 | 15,59 | 1,99 | 48,25 | 14,03 | 45,46 | 5,10 | 69,10 | 4.35,54 | 8611   | 4    |
| Garrett Scantling | tienkamp  | pnt.      | 935   | 886  | 826   | 794  | 897   | 971   | 776   | 941  | 876   | 709     | 8611   | 4    |
| Zach Ziemek       | tienkamp  | res.      | 10,55 | 7,20 | 14,99 | 2,05 | 49,06 | 14,51 | 44,87 | 5,30 | 60,44 | 4.38,38 | 8435   | 6    |
| Zach Ziemek       | tienkamp  | pnt.      | 963   | 862  | 789   | 850  | 858   | 910   | 764   | 1004 | 744   | 691     | 8435   | 6    |

Vrouwen
Loopnummers
| atlete | onderdeel           | series   | series | kwartfinale | kwartfinale | halve finale | halve finale | finale         | finale         |
| atlete | onderdeel           | tijd     | rang   | tijd        | rang        | tijd         | rang         | tijd           | rang           |
| --- | ------------------- | -------- | ------ | ----------- | ----------- | ------------ | ------------ | -------------- | -------------- |
| Teahna Daniels | 100 m               | bye      | bye    | 11,04       | 1 Q         | 10,98        | 3 q          | 11,02          | 7              |
| Javianne Oliver | 100 m               | bye      | bye    | 11,15       | 2 Q         | 11,08        | 5            | niet geplaatst | niet geplaatst |
| Jenna Prandini | 100 m               | bye      | bye    | 11,11       | 3 Q         | 11,11        | 4            | niet geplaatst | niet geplaatst |
| Jenna Prandini | 200 m               | 22,56    | 1 Q    | n.v.t.      | n.v.t.      | 22,57        | 5            | niet geplaatst | niet geplaatst |
| Anavia Battle | 200 m               | 22,54    | 2 Q    | n.v.t.      | n.v.t.      | 23,02        | 6            | niet geplaatst | niet geplaatst |
| Gabrielle Thomas | 200 m               | 22,20    | 2 Q    | n.v.t.      | n.v.t.      | 22,01        | 3 q          | 21,87          | Brons          |
| Allyson Felix | 400 m               | 50,84    | 1 Q    | n.v.t.      | n.v.t.      | 49,89        | 2 Q          | 49,46          | Brons          |
| Quanera Hayes | 400 m               | 51,07    | 2 Q    | n.v.t.      | n.v.t.      | 49,81        | 4 q          | 50,88          | 7              |
| Wadeline Jonathas | 400 m               | 50,93    | 2 Q    | n.v.t.      | n.v.t.      | 50,51        | 4            | niet geplaatst | niet geplaatst |
| Athing Mu | 800 m               | 2.01,10  | 1 Q    | n.v.t.      | n.v.t.      | 1.58,07      | 1 Q          | 1.55,21 NR     | Goud           |
| Raevyn Rogers | 800 m               | 2.01,42  | 1 Q    | n.v.t.      | n.v.t.      | 1.59,28      | 3 q          | 1.56,81        | Brons          |
| Ajeé Wilson | 800 m               | 2.00,02  | 2 Q    | n.v.t.      | n.v.t.      | 2.00,79      | 4            | niet geplaatst | niet geplaatst |
| Heather MacLean | 1500 m              | 4.02,40  | 5 Q    | n.v.t.      | n.v.t.      | 4.05,33      | 12           | niet geplaatst | niet geplaatst |
| Cory McGee | 1500 m              | 4.05,15  | 8 q    | n.v.t.      | n.v.t.      | 4.10,39      | 11 qR        | 4.05,50        | 12             |
| Elle Purrier St. Pierre | 1500 m              | 4.05,34  | 3 Q    | n.v.t.      | n.v.t.      | 4.01,00      | 6 q          | 4.01,75        | 10             |
| Elise Cranny | 5000 m              | 14.56,14 | 4 Q    | n.v.t.      | n.v.t.      | n.v.t.       | n.v.t.       | 14.55,98       | 13             |
| Rachel Schneider | 5000 m              | 15.00,07 | 7      | n.v.t.      | n.v.t.      | n.v.t.       | n.v.t.       | niet geplaatst | niet geplaatst |
| Karissa Schweizer | 5000 m              | 14.51,34 | 7 q    | n.v.t.      | n.v.t.      | n.v.t.       | n.v.t.       | 14.55,80       | 11             |
| Karissa Schweizer | 10000 m             | n.v.t.   | n.v.t. | n.v.t.      | n.v.t.      | n.v.t.       | n.v.t.       | 31.19,96       | 12             |
| Alicia Monson | 10000 m             | n.v.t.   | n.v.t. | n.v.t.      | n.v.t.      | n.v.t.       | n.v.t.       | 31.21,36       | 13             |
| Emily Sisson | 10000 m             | n.v.t.   | n.v.t. | n.v.t.      | n.v.t.      | n.v.t.       | n.v.t.       | 31.09,58       | 10             |
| Christina Clemons | 100 m horden        | 12,91    | 2 Q    | n.v.t.      | n.v.t.      | 12,76        | 4            | niet geplaatst | niet geplaatst |
| Gabbi Cunningham | 100 m horden        | 12,83    | 3 Q    | n.v.t.      | n.v.t.      | 12,67        | 4 q          | 13,01          | 7              |
| Kendra Harrison | 100 m horden        | 12,74    | 1 Q    | n.v.t.      | n.v.t.      | 12,51        | 2 Q          | 12,52          | Zilver         |
| Anna Cockrell | 400 m horden        | 55,37    | 3 Q    | n.v.t.      | n.v.t.      | 54,17        | 2 Q          | DSQ            | DSQ            |
| Sydney McLaughlin | 400 m horden        | 54,65    | 1 Q    | n.v.t.      | n.v.t.      | 53,03        | 1 Q          | 51,46 WR       | Goud           |
| Dalilah Muhammad | 400 m horden        | 53,97    | 1 Q    | n.v.t.      | n.v.t.      | 53,30        | 1 Q          | 51,58          | Zilver         |
| Emma Coburn | 3000 m steeplechase | 9.16,91  | 3 Q    | n.v.t.      | n.v.t.      | n.v.t.       | n.v.t.       | DSQ            | DSQ            |
| Valerie Constien | 3000 m steeplechase | 9.24,31  | 4 q    | n.v.t.      | n.v.t.      | n.v.t.       | n.v.t.       | 9.31,61        | 12             |
| Courtney Frerichs | 3000 m steeplechase | 9.19,34  | 1 Q    | n.v.t.      | n.v.t.      | n.v.t.       | n.v.t.       | 9.04,79        | Zilver         |
| Robyn Stevens | 20 km snelwandelen  | n.v.t.   | n.v.t. | n.v.t.      | n.v.t.      | n.v.t.       | n.v.t.       | 1:37.42        | 33             |
| Sally Kipyego | marathon            | n.v.t.   | n.v.t. | n.v.t.      | n.v.t.      | n.v.t.       | n.v.t.       | 2:32.53        | 17             |
| Molly Seidel | marathon            | n.v.t.   | n.v.t. | n.v.t.      | n.v.t.      | n.v.t.       | n.v.t.       | 2:27.46        | Brons          |
| Aliphine Tuliamuk | marathon            | n.v.t.   | n.v.t. | n.v.t.      | n.v.t.      | n.v.t.       | n.v.t.       | DNF            | DNF            |
| Teahna Daniels(S-F) English Gardner(S) Aleia Hobbs(S) Javianne Oliver(S-F) Jenna Prandini(F) Gabrielle Thomas(F)                                           | 4x100 m             | 41,90    | 2 Q    | n.v.t.      | n.v.t.      | n.v.t.       | n.v.t.       | 41,45          | Zilver         |
| Kendall Ellis(S) Allyson Felix(F) Lynna Irby(S) Quanera Hayes Wadeline Jonathas(S) Sydney McLaughlin(F) Athing Mu(F) Dalilah Muhammad(F) Kaylin Whitney(S) | 4x400 m             | 3.20,86  | 1 Q    | n.v.t.      | n.v.t.      | n.v.t.       | n.v.t.       | 3.16,85        | Goud           |

Technische nummers
| atlete                | onderdeel            | kwalificaties | kwalificaties | finale         | finale         |
| atlete                | onderdeel            | afstand       | rang          | afstand        | rang           |
| --------------------- | -------------------- | ------------- | ------------- | -------------- | -------------- |
| Valarie Allman        | discuswerpen         | 66,42         | 1 Q           | 68,98          | Goud           |
| Kelsey Card           | discuswerpen         | 56,04         | 28            | niet geplaatst | niet geplaatst |
| Rachel Dincoff        | discuswerpen         | 56,22         | 27            | niet geplaatst | niet geplaatst |
| Tori Franklin         | hink-stap-springen   | 13,68         | 25            | niet geplaatst | niet geplaatst |
| Jasmine Moore         | hink-stap-springen   | 13,76         | 23            | niet geplaatst | niet geplaatst |
| Keturah Orji          | hink-stap-springen   | 14,26         | 11 q          | 14,59          | 7              |
| Tynita Butts-Thompson | hoogspringen         | 1,82          | 31            | niet geplaatst | niet geplaatst |
| Vashti Cunningham     | hoogspringen         | 1,95          | 9 Q           | 1,96           | 6              |
| Rachel McCoy          | hoogspringen         | 1,86          | 25            | niet geplaatst | niet geplaatst |
| Brooke Andersen       | kogelslingeren       | 74,00         | 3 Q           | 72,16          | 10             |
| Gwen Berry            | kogelslingeren       | 73,19         | 7 q           | 71,35          | 11             |
| DeAnna Price          | kogelslingeren       | 72,55         | 9 q           | 73,09          | 8              |
| Adelaide Aquilla      | kogelstoten          | 17,68         | 19            | niet geplaatst | niet geplaatst |
| Jessica Ramsey        | kogelstoten          | 18,75         | 10 q          | NM             | NM             |
| Raven Saunders        | kogelstoten          | 19,22         | 3 Q           | 19,79          | Zilver         |
| Morgann LeLeux        | polsstokhoogspringen | 4,55          | 13 q          | NM             | NM             |
| Sandi Morris          | polsstokhoogspringen | 4,40          | 16            | niet geplaatst | niet geplaatst |
| Katie Nageotte        | polsstokhoogspringen | 4,55          | 1 q           | 4,90           | Goud           |
| Ariana Ince           | speerwerpen          | 54,98         | 28            | niet geplaatst | niet geplaatst |
| Maggie Malone         | speerwerpen          | 63,07         | 2 Q           | 59,82          | 10             |
| Kara Winger           | speerwerpen          | 59,71         | 17            | niet geplaatst | niet geplaatst |
| Quanesha Burks        | verspringen          | 6,56          | 13            | niet geplaatst | niet geplaatst |
| Tara Davis            | verspringen          | 6,85          | 4 Q           | 6,84           | 6              |
| Brittney Reese        | verspringen          | 6,86          | 3 Q           | 6,97           | Zilver         |

Meerkamp
| atlete           | onderdeel | onderdeel | 100 h | hs   | ks    | 200 m | vs   | sw    | 800 m   | finale | rang |
| ---------------- | --------- | --------- | ----- | ---- | ----- | ----- | ---- | ----- | ------- | ------ | ---- |
| Erica Bougard    | zevenkamp | res.      | 13,14 | 1,86 | 12,69 | 24,08 | 6,06 | 46,60 | 2.15,92 | 6379   | 9    |
| Erica Bougard    | zevenkamp | pnt.      | 1103  | 1054 | 707   | 973   | 868  | 794   | 880     | 6379   | 9    |
| Annie Kunz       | zevenkamp | res.      | 13,49 | 1,80 | 15,15 | 24,12 | 6,32 | 42,77 | 2.15,93 | 6420   | 6    |
| Annie Kunz       | zevenkamp | pnt.      | 1052  | 978  | 871   | 969   | 949  | 721   | 880     | 6420   | 6    |
| Kendell Williams | zevenkamp | res.      | 12,97 | 1,80 | 12,41 | 24,00 | 6,57 | 48,78 | 2.16,91 | 6508   | 5    |
| Kendell Williams | zevenkamp | pnt.      | 1129  | 978  | 688   | 981   | 1030 | 836   | 866     | 6508   | 5    |

Gemengd
| atlete | onderdeel | series  | series | kwartfinale | kwartfinale | halve finale | halve finale | finale  | finale |
| atlete | onderdeel | tijd    | rang   | tijd        | rang        | tijd         | rang         | tijd    | rang   |
| --- | --------- | ------- | ------ | ----------- | ----------- | ------------ | ------------ | ------- | ------ |
| Bryce Deadmon(S) Kendall Ellis(F) Elija Godwin(S) Lynna Irby(S) Taylor Manson(S) Vernon Norwood(F) Trevor Stewart(F) Kaylin Whitney(F) | 4×400 m   | 3.11,39 | 1 Q    | n.v.t.      | n.v.t.      | n.v.t.       | n.v.t.       | 3.10,22 | Brons  |

* Atleet liep niet mee in de finale

### Badminton
Mannen
| atleet                 | onderdeel  | groepsfase                   | groepsfase                          | groepsfase                            | groepsfase | eliminatie           | kwartfinale          | halve finale         | finale / BM          | finale / BM |
| atleet                 | onderdeel  | tegenstander uitslag         | tegenstander uitslag                | tegenstander uitslag                  | rang       | tegenstander uitslag | tegenstander uitslag | tegenstander uitslag | tegenstander uitslag | rang        |
| ---------------------- | ---------- | ---------------------------- | ----------------------------------- | ------------------------------------- | ---------- | -------------------- | -------------------- | -------------------- | -------------------- | ----------- |
| Timothy Lam            | enkelspel  | K Momota V (12-21, 9-21)     | Heo K-h V (10-21, 15-21)            | n.v.t.                                | 3          | niet geplaatst       | niet geplaatst       | niet geplaatst       | niet geplaatst       | 15          |
| Phillip Chew Ryan Chew | dubbelspel | Li J / Liu Y V (9-21, 17-21) | K Sonoda / T Kamura V (11-21, 3-21) | M Seidel / M Lamsfuß V (10-21, 16-21) | 4          | n.v.t.               | niet geplaatst       | niet geplaatst       | niet geplaatst       | 9           |

Vrouwen
| atleet       | onderdeel | groepsfase                | groepsfase                 | groepsfase           | groepsfase | eliminatie                   | kwartfinale          | halve finale         | finale / BM          | finale / BM    |
| atleet       | onderdeel | tegenstander uitslag      | tegenstander uitslag       | tegenstander uitslag | rang       | tegenstander uitslag         | tegenstander uitslag | tegenstander uitslag | tegenstander uitslag | rang           |
| ------------ | --------- | ------------------------- | -------------------------- | -------------------- | ---------- | ---------------------------- | -------------------- | -------------------- | -------------------- | -------------- |
| Beiwen Zhang | enkelspel | M Ulitina W (21–12, 21-7) | F da Silva W (21-9, 21-10) | n.v.t.               | 1 Q        | He B V (21-14, 7-9(opgave) ) | niet geplaatst       | niet geplaatst       | niet geplaatst       | niet geplaatst |

### Basketbal

#### 3x3
Vrouwen
| Olympiër                                              | Discipline | Resultaat | Prestatie |
| ----------------------------------------------------- | ---------- | --------- | --------- |
| Stefanie Dolson Allisha Gray Kelsey Plum Jackie Young | 3x3        | Goud      | zie onder |

| Groep |                  |             |             |             |            |            |            |        |
| #     | Land             | Wedstrijden | Wedstrijden | Wedstrijden | Doelpunten | Doelpunten | Doelpunten | Punten |
| #     | Land             | GW          | W           | V           | V          | T          | Saldo      | Punten |
| 1     | Verenigde Staten | 7           | 6           | 1           | 136        | 98         | +38        | 12     |
| 2     | Russische ploeg  | 7           | 5           | 2           | 129        | 90         | +39        | 10     |
| 3     | China            | 7           | 5           | 2           | 127        | 97         | +30        | 10     |
| 4     | Japan            | 7           | 5           | 2           | 130        | 97         | +33        | 10     |
| 5     | Frankrijk        | 7           | 4           | 3           | 118        | 116        | +2         | 8      |
| 6     | Italië           | 7           | 2           | 5           | 98         | 125        | -27        | 4      |
| 7     | Roemenië         | 7           | 1           | 6           | 89         | 142        | -53        | 2      |
| 8     | Mongolië         | 7           | 0           | 7           | 79         | 141        | -62        | 0      |

| Ronde        | Datum   | Lokale tijd | MEZT  | Land             | Score   | Land             |
| ------------ | ------- | ----------- | ----- | ---------------- | ------- | ---------------- |
| groepsfase   | 24 juli | 17:55       | 10:55 | Verenigde Staten | 17 - 10 | Frankrijk        |
| groepsfase   | 24 juli | 21:00       | 14:00 | Verenigde Staten | 21 - 9  | Mongolië         |
| groepsfase   | 25 juli | 17:30       | 10:30 | Verenigde Staten | 22 - 11 | Roemenië         |
| groepsfase   | 25 juli | 21:25       | 14:25 | Verenigde Staten | 20 - 16 | Russische ploeg  |
| groepsfase   | 26 juli | 17:55       | 10:55 | Verenigde Staten | 17 - 13 | Italië           |
| groepsfase   | 26 juli | 21:00       | 14:00 | Verenigde Staten | 21 - 19 | China            |
| groepsfase   | 27 juli | 13:30       | 06:30 | Japan            | 20 - 18 | Verenigde Staten |
|              |         |             |       |                  |         |                  |
| kwartfinale  | bye     | bye         | bye   | bye              | bye     | bye              |
|              |         |             |       |                  |         |                  |
| halve finale | 28 juli | 17:00       | 10:00 | Verenigde Staten | 18 - 16 | Frankrijk        |
|              |         |             |       |                  |         |                  |
| finale       | 28 juli | 21:55       | 14:55 | Verenigde Staten | 18 - 15 | Russische ploeg  |

#### Team
Mannen
| Olympiër | Onderdeel | Resultaat | Prestatie |
| --- | --------- | --------- | --------- |
| Kevin Durant Draymond Green Bam Adebayo Devin Booker Jerami Grant Jrue Holiday Keldon Johnson Zach LaVine Damian Lillard JaVale McGee Khris Middleton Jayson Tatum | mannen    | Goud      | zie onder |

| Groep |                  |             |             |             |             |            |            |            |        |
| #     | Land             | Wedstrijden | Wedstrijden | Wedstrijden | Wedstrijden | Doelpunten | Doelpunten | Doelpunten | Punten |
| #     | Land             | GW          | W           | G           | V           | V          | T          | Saldo      | Punten |
| 1     | Frankrijk        | 3           | 3           | 0           | 0           | 259        | 215        | +44        | 6      |
| 2     | Verenigde Staten | 3           | 2           | 0           | 1           | 315        | 233        | +82        | 5      |
| 3     | Tsjechië         | 3           | 1           | 0           | 2           | 245        | 294        | -49        | 4      |
| 4     | Iran             | 3           | 0           | 0           | 3           | 206        | 283        | -77        | 3      |

| Ronde        | Datum           | Lokale tijd | MEZT             | Land             | Score            | Land             |  |
| ------------ | --------------- | ----------- | ---------------- | ---------------- | ---------------- | ---------------- |  |
| groepsfase   |                 |             |                  |                  |                  |                  |  |
| 25 juli 2021 | 21:00           | 14:00       | Frankrijk        | 83 - 76          | Verenigde Staten |                  |  |
| 28 juli 2021 | 13:40           | 06:40       | Verenigde Staten | 120 - 66         | Iran             |                  |  |
| 31 juli 2021 | 21:00           | 14:00       | Verenigde Staten | 119 - 84         | Tsjechië         |                  |  |
|              |                 |             |                  |                  |                  |                  |  |
| kwartfinale  | 3 augustus 2021 | 13:40       | 06:40            | Spanje           | 81 - 95          | Verenigde Staten |  |
|              |                 |             |                  |                  |                  |                  |  |
| halve finale | 5 augustus 2021 | 13:15       | 06:15            | Verenigde Staten | 97 - 78          | Australië        |  |
|              |                 |             |                  |                  |                  |                  |  |
| finale       | 7 augustus 2021 | 11:30       | 04:30            | Frankrijk        | 82 - 87          | Verenigde Staten |  |

Vrouwen
| Olympiër | Onderdeel | Resultaat | Prestatie |
| --- | --------- | --------- | --------- |
| Jewell Loyd Skylar Diggins-Smith Sue Bird Ariel Atkins Chelsea Gray A'ja Wilson Breanna Stewart Napheesa Collier Diana Taurasi Sylvia Fowles Tina Charles Brittney Griner | vrouwen   | Goud      | zie onder |

| Groep |                  |             |             |             |             |            |            |            |        |
| #     | Land             | Wedstrijden | Wedstrijden | Wedstrijden | Wedstrijden | Doelpunten | Doelpunten | Doelpunten | Punten |
| #     | Land             | GW          | W           | G           | V           | V          | T          | Saldo      | Punten |
| 1     | Verenigde Staten | 3           | 3           | 0           | 0           | 260        | 223        | +37        | 6      |
| 2     | Japan            | 3           | 2           | 0           | 1           | 245        | 239        | +6         | 5      |
| 3     | Frankrijk        | 3           | 1           | 0           | 2           | 239        | 229        | +10        | 4      |
| 4     | Nigeria          | 3           | 0           | 0           | 3           | 217        | 270        | -53        | 3      |

| Ronde           | Datum           | Lokale tijd | MEZT             | Land             | Score            | Land             |  |
| --------------- | --------------- | ----------- | ---------------- | ---------------- | ---------------- | ---------------- |  |
| groepsfase      |                 |             |                  |                  |                  |                  |  |
| 27 juli 2021    | 13:40           | 06:40       | Nigeria          | 72 - 81          | Verenigde Staten |                  |  |
| 30 juli 2021    | 13:40           | 06:40       | Verenigde Staten | 86 - 69          | Japan            |                  |  |
| 2 augustus 2021 | 13:40           | 06:40       | Frankrijk        | 82 - 93          | Verenigde Staten |                  |  |
|                 |                 |             |                  |                  |                  |                  |  |
| kwartfinale     | 4 augustus 2021 | 13:40       | 06:40            | Australië        | 55 - 79          | Verenigde Staten |  |
|                 |                 |             |                  |                  |                  |                  |  |
| halve finale    | 6 augustus 2021 | 13:40       | 06:40            | Verenigde Staten | 79 - 59          | Servië           |  |
|                 |                 |             |                  |                  |                  |                  |  |
| finale          | 7 augustus 2021 | 11:30       | 04:30            | Verenigde Staten | 90 - 75          | Japan            |  |

### Boksen
Mannen
| atleet          | onderdeel         | eerste ronde         | tweede ronde         | kwartfinale          | halve finale         | finale               | rang           |
| atleet          | onderdeel         | tegenstander uitslag | tegenstander uitslag | tegenstander uitslag | tegenstander uitslag | tegenstander uitslag | rang           |
| --------------- | ----------------- | -------------------- | -------------------- | -------------------- | -------------------- | -------------------- | -------------- |
| Duke Ragan      | vedergewicht      | Kistohurry W 3 - 2   | Termirzhanov W 5 - 0 | Walker W 3 - 2       | Takyi W 4 - 1        | Batyrgaziev V 2 - 3  | Zilver         |
| Keyshawn Davis  | lichtgewicht      | Lacruz W 5 - 0       | Oumiha W RSC         | Mamedov W 4 - 1      | Bachkov W 5 - 0      | Cruz V 1 - 4         | Zilver         |
| Delante Johnson | weltergewicht     | Arregui W 3 - 2      | Zhussupov W 4 - 1    | Iglesias V 0 -5      | niet geplaatst       | niet geplaatst       | niet geplaatst |
| Troy Isley      | middelgewicht     | Bandarenka W 5 - 0   | Baksi V 2 - 3        | niet geplaatst       | niet geplaatst       | niet geplaatst       | niet geplaatst |
| Richard Torrez  | superzwaargewicht | bye                  | Bouloudinat W 5 - 0  | Peró W 4 - 1         | Kunkabayev W RSC     | Jalolev V 0 - 5      | Zilver         |

Vrouwen
| atlete          | onderdeel     | eerste ronde         | tweede ronde          | kwartfinale          | halve finale         | finale               | rang           |
| atlete          | onderdeel     | tegenstander uitslag | tegenstander uitslag  | tegenstander uitslag | tegenstander uitslag | tegenstander uitslag | rang           |
| --------------- | ------------- | -------------------- | --------------------- | -------------------- | -------------------- | -------------------- | -------------- |
| Virginia Fuchs  | vlieggewicht  | Soluianova W 4 - 3   | Krasteva V 0 - 4      | niet geplaatst       | niet geplaatst       | niet geplaatst       | niet geplaatst |
| Yarisel Ramirez | vedergewicht  | Čačić V 0 - 5        | niet geplaatst        | niet geplaatst       | niet geplaatst       | niet geplaatst       | niet geplaatst |
| Rashida Ellis   | lichtgewicht  | bye                  | Dubois V 0 - 3        | niet geplaatst       | niet geplaatst       | niet geplaatst       | niet geplaatst |
| Oshae Jones     | weltergewicht | bye                  | Cruz W 3 - 2          | Moronto W 4 - 0      | Hong V 1 - 4         | niet geplaatst       | Brons          |
| Naomi Graham    | middelgewicht | n.v.t.               | Magomedalieva V 1 - 4 | niet geplaatst       | niet geplaatst       | niet geplaatst       | niet geplaatst |

### Boogschieten
Mannen
| atleet                                  | onderdeel   | plaatsingsronde | plaatsingsronde | eerste ronde         | tweede ronde         | derde ronde          | kwartfinale          | halve finale         | finale / BM          | finale / BM |
| atleet                                  | onderdeel   | score           | rang            | tegenstander uitslag | tegenstander uitslag | tegenstander uitslag | tegenstander uitslag | tegenstander uitslag | tegenstander uitslag | rang        |
| --------------------------------------- | ----------- | --------------- | --------------- | -------------------- | -------------------- | -------------------- | -------------------- | -------------------- | -------------------- | ----------- |
| Brady Ellison                           | individueel | 682             | 2               | M Vaziri W 6 – 0     | P Jadvah W 6 – 0     | J Wukie W 7 – 3      | M Gazoz V 3 – 7      | niet geplaatst       | niet geplaatst       | 5           |
| Jack Williams                           | individueel | 656             | 29              | P Plihon V 4 – 6     | niet geplaatst       | niet geplaatst       | niet geplaatst       | niet geplaatst       | niet geplaatst       | 33          |
| Jacob Wukie                             | individueel | 649             | 47              | A Aguilar W 7 – 1    | R E Agatha W 6 – 5   | B Ellison V 3 – 7    | niet geplaatst       | niet geplaatst       | niet geplaatst       | 9           |
| Brady Ellison Jack Williams Jacob Wukie | team        | 1987            | 5               | Frankrijk W 6 – 0    | n.v.t.               | n.v.t.               | Japan V 1 – 5        | niet geplaatst       | niet geplaatst       | 5           |

Vrouwen
| atleet                                                   | onderdeel   | plaatsingsronde | plaatsingsronde | eerste ronde         | tweede ronde         | derde ronde          | kwartfinale             | halve finale         | finale / BM          | finale / BM |
| atleet                                                   | onderdeel   | score           | rang            | tegenstander uitslag | tegenstander uitslag | tegenstander uitslag | tegenstander uitslag    | tegenstander uitslag | tegenstander uitslag | rang        |
| -------------------------------------------------------- | ----------- | --------------- | --------------- | -------------------- | -------------------- | -------------------- | ----------------------- | -------------------- | -------------------- | ----------- |
| Mackenzie Brown                                          | individueel | 668             | 5               | C Schwartz W 6 – 2   | Long X W 6 – 0       | Lin C-e W 6 – 2      | A Valencia W 6 – 5      | An S V 5 – 6         | L Boari V 1 – 7      | 4           |
| Casey Kaufhold                                           | individueel | 653             | 17              | I de Velasco W 7 – 3 | R Hayakawa V 2 – 6   | niet geplaatst       | niet geplaatst          | niet geplaatst       | niet geplaatst       | 17          |
| Jennifer Mucino-Fernandez                                | individueel | 649             | 24              | A Pavlova W 6 – 4    | D Kumari V 4 – 6     | niet geplaatst       | niet geplaatst          | niet geplaatst       | niet geplaatst       | 17          |
| Mackenzie Brown Casey Kaufhold Jennifer Mucino-Fernandez | team        | 1970            | 3               | bye                  | n.v.t.               | n.v.t.               | Russische ploeg V 0 – 6 | niet geplaatst       | niet geplaatst       | 5           |

Gemengd
| atlete                        | onderdeel | plaatsingsronde | plaatsingsronde | eerste ronde         | kwartfinale          | halve finale         | finale / BM          | finale / BM |
| atlete                        | onderdeel | score           | rang            | tegenstander uitslag | tegenstander uitslag | tegenstander uitslag | tegenstander uitslag | rang        |
| ----------------------------- | --------- | --------------- | --------------- | -------------------- | -------------------- | -------------------- | -------------------- | ----------- |
| Mackenzie Brown Brady Ellison | team      | 1350            | 2               | Indonesië V 4 – 5    | niet geplaatst       | niet geplaatst       | niet geplaatst       | 9           |

### Gewichtheffen
Mannen
| atlete            | onderdeel | trekken | trekken | stoten | stoten | totaal | rang |
| atlete            | onderdeel | score   | rang    | score  | rang   | totaal | rang |
| ----------------- | --------- | ------- | ------- | ------ | ------ | ------ | ---- |
| Clarence Cummings | -73 kg    | 145     | 9       | 180    | 7      | 325    | 9    |
| Harrison Maurus   | -81 kg    | 161     | 7       | 200    | 3      | 361    | 4    |
| Wesley Kitts      | -109 kg   | 177     | 8       | 213    | 8      | 390    | 8    |
| Caine Wilkes      | +109 kg   | 173     | 12      | 217    | 8      | 390    | 9    |

Vrouwen
| atlete           | onderdeel | trekken | trekken | stoten | stoten | totaal | rang   |
| atlete           | onderdeel | score   | rang    | score  | rang   | totaal | rang   |
| ---------------- | --------- | ------- | ------- | ------ | ------ | ------ | ------ |
| Jourdan Delacruz | -49 kg    | 86      | 3       | DNF    | DNF    | DNF    | DNF    |
| Katherine Nye    | -76 kg    | 111     | 3       | 138    | 2      | 249    | Zilver |
| Mattie Rogers    | -87 kg    | 108     | 6       | 138    | 6      | 246    | 6      |
| Sarah Robles     | +87 kg    | 128     | 2       | 154    | 3      | 282    | Brons  |

### Golf
Mannen
| atleet            | onderdeel | eerste ronde | tweede ronde | derde ronde | vierde ronde | totaal | totaal | totaal | playoff | playoff |
| atleet            | onderdeel | score        | score        | score       | score        | score  | par    | rang   | score   | rang    |
| ----------------- | --------- | ------------ | ------------ | ----------- | ------------ | ------ | ------ | ------ | ------- | ------- |
| Collin Morikawa   | mannen    | 69           | 70           | 67          | 63           | 269    | -15    | 3      | 10      | 4       |
| Patrick Reed      | mannen    | 68           | 71           | 70          | 65           | 274    | -10    | 22     | n.v.t.  | n.v.t.  |
| Xander Schauffele | mannen    | 68           | 63           | 68          | 67           | 266    | -18    | Goud   | n.v.t.  | n.v.t.  |
| Justin Thomas     | mannen    | 71           | 70           | 68          | 65           | 274    | -10    | 22     | n.v.t.  | n.v.t.  |

Vrouwen
| atlete        | onderdeel | eerste ronde | tweede ronde | derde ronde | vierde ronde | totaal | totaal | totaal |
| atlete        | onderdeel | score        | score        | score       | score        | score  | par    | rang   |
| ------------- | --------- | ------------ | ------------ | ----------- | ------------ | ------ | ------ | ------ |
| Danielle Kang | vrouwen   | 69           | 69           | 74          | 65           | 277    | -7     | 20     |
| Jessica Korda | vrouwen   | 71           | 67           | 73          | 64           | 275    | -9     | 15     |
| Nelly Korda   | vrouwen   | 67           | 62           | 69          | 69           | 267    | - 17   | Goud   |
| Lexi Thompson | vrouwen   | 72           | 71           | 69          | 69           | 281    | -3     | 33     |

### Gymnastiek

#### Turnen
Mannen
| atleet       | onderdeel | kwalificatie | kwalificatie | kwalificatie | kwalificatie | kwalificatie | kwalificatie | kwalificatie | kwalificatie | finale  | finale  | finale  | finale  | finale  | finale  | finale  | finale  |
| atleet       | onderdeel | toestel      | toestel      | toestel      | toestel      | toestel      | toestel      | totaal       | positie      | toestel | toestel | toestel | toestel | toestel | toestel | totaal  | positie |
| atleet       | onderdeel | vloer        | voltige      | ringen       | sprong       | brug         | rekstok      | totaal       | positie      | vloer   | voltige | ringen  | sprong  | brug    | rekstok | totaal  | positie |
| ------------ | --------- | ------------ | ------------ | ------------ | ------------ | ------------ | ------------ | ------------ | ------------ | ------- | ------- | ------- | ------- | ------- | ------- | ------- | ------- |
| Brody Malone | team      | 13,666       | 13,733       | 14,200       | 14,533       | 14,633       | 14,533 Q     | 85,298       | 11 Q         | -       | 14,000  | 14,100  | 14,233  | -       | 14,633  | n.v.t.  | n.v.t.  |
| Sam Mikulak  | team      | 14,466       | 13,900       | 13,866       | 14,133       | 15,433 Q     | 12,866       | 84,664       | 14 Q         | 12,133  | 13,733  | -       | 14,466  | 15,000  | 14,566  | n.v.t.  | n.v.t.  |
| Yul Moldauer | team      | 14,866 Q     | 14,233       | 14,033       | 14,133       | 13,900       | 12,933       | 84,089       | 19           | 14,366  | 14,366  | 13,900  | 14,200  | 14,566  | -       | n.v.t.  | n.v.t.  |
| Shane Wiskus | team      | 14,733       | 13,366       | 13,866       | 13,000       | 14,700       | 13,700       | 83,365       | 21           | 13,466  | -       | 14,166  | -       | 14,700  | 14,000  | n.v.t.  | n.v.t.  |
| Totaal       | team      | 44,065       | 41,866       | 42,099       | 42,799       | 44,766       | 41,166       | 256,761      | 4 Q          | 39,965  | 42,099  | 42,166  | 42,899  | 44,266  | 43,199  | 254,594 | 5       |

| atleet       | onderdeel | kwalificatie | kwalificatie | kwalificatie | kwalificatie | kwalificatie | kwalificatie | kwalificatie | kwalificatie | finale  | finale  | finale  | finale  | finale  | finale  | finale | finale  |
| atleet       | onderdeel | toestel      | toestel      | toestel      | toestel      | toestel      | toestel      | totaal       | positie      | toestel | toestel | toestel | toestel | toestel | toestel | totaal | positie |
| atleet       | onderdeel | vloer        | voltige      | ringen       | sprong       | brug         | rekstok      | totaal       | positie      | vloer   | voltige | ringen  | sprong  | brug    | rekstok | totaal | positie |
| ------------ | --------- | ------------ | ------------ | ------------ | ------------ | ------------ | ------------ | ------------ | ------------ | ------- | ------- | ------- | ------- | ------- | ------- | ------ | ------- |
| Brody Malone | rekstok   | n.v.t.       | n.v.t.       | n.v.t.       | n.v.t.       | n.v.t.       | 14,533       | n.v.t.       | 4 Q          | n.v.t.  | n.v.t.  | n.v.t.  | n.v.t.  | n.v.t.  | 14,200  | n.v.t. | 4       |
| Brody Malone | meerkamp  | 13,666       | 13,733       | 14,200       | 14,533       | 14,633       | 14,533       | 85,298       | 11 Q         | 14,300  | 14,100  | 13,833  | 14,366  | 13,466  | 14,400  | 84,465 | 10      |
| Sam Mikulak  | meerkamp  | 14,466       | 13,900       | 13,866       | 14,133       | 15,433       | 12,866       | 84,664       | 14 Q         | 12,933  | 13,566  | 13,533  | 14,533  | 14,966  | 13,633  | 83,164 | 12      |
| Sam Mikulak  | brug      | n.v.t.       | n.v.t.       | n.v.t.       | n.v.t.       | 15,433       | n.v.t.       | n.v.t.       | 5 Q          | n.v.t.  | n.v.t.  | n.v.t.  | n.v.t.  | 15,000  | n.v.t.  | n.v.t. | 6       |
| Yul Moldauer | vloer     | 14,866       | n.v.t.       | n.v.t.       | n.v.t.       | n.v.t.       | n.v.t.       | n.v.t.       | 6 Q          | 13,533  | n.v.t.  | n.v.t.  | n.v.t.  | n.v.t.  | n.v.t.  | n.v.t. | 6       |
| Alec Yoder   | paard     | n.v.t.       | 15,200       | n.v.t.       | n.v.t.       | n.v.t.       | n.v.t.       | n.v.t.       | 4 Q          | n.v.t.  | 14,566  | n.v.t.  | n.v.t.  | n.v.t.  | n.v.t.  | n.v.t. | 6       |

Vrouwen
| atlete         | onderdeel | kwalificatie | kwalificatie | kwalificatie | kwalificatie | kwalificatie | kwalificatie | finale  | finale  | finale  | finale  | finale  | finale  |
| atlete         | onderdeel | toestel      | toestel      | toestel      | toestel      | totaal       | positie      | toestel | toestel | toestel | toestel | totaal  | positie |
| atlete         | onderdeel | sprong       | brug         | balk         | vloer        | totaal       | positie      | sprong  | brug    | balk    | vloer   | totaal  | positie |
| -------------- | --------- | ------------ | ------------ | ------------ | ------------ | ------------ | ------------ | ------- | ------- | ------- | ------- | ------- | ------- |
| Simone Biles   | team      | 15,183 Q*    | 14,566 Q*    | 14,066 Q     | 14,133 Q*    | 57,731       | 1 Q*         | 13,766  | -       | -       | -       | n.v.t.  | n.v.t.  |
| Jordan Chiles  | team      | 14,700       | 12,866       | 11,566       | 13,566       | 52,968       | 40           | 14,666  | 14,166  | 13,433  | 11,700  | n.v.t.  | n.v.t.  |
| Sunisa Lee     | team      | 14,333       | 15,200 Q     | 14,200 Q     | 13,433       | 57,166       | 3 Q          | -       | 15,400  | 14,133  | 13,666  | n.v.t.  | n.v.t.  |
| Grace McCallum | team      | 14,533       | 14,100       | 13,066       | 13,466       | 55,165       | 13           | 14,300  | 13,700  | 13,666  | 13,500  | n.v.t.  | n.v.t.  |
| Totaal         | team      | 44,199       | 43,866       | 41,332       | 41,165       | 170,562      | 2 Q          | 42,732  | 43,266  | 41,266  | 38,866  | 166,096 | Zilver  |

*Trok zich terug voor deze finales.
| atlete          | onderdeel | kwalificatie | kwalificatie | kwalificatie | kwalificatie | kwalificatie | kwalificatie | finale         | finale         | finale         | finale         | finale         | finale         |
| atlete          | onderdeel | toestel      | toestel      | toestel      | toestel      | totaal       | positie      | toestel        | toestel        | toestel        | toestel        | totaal         | positie        |
| atlete          | onderdeel | sprong       | brug         | balk         | vloer        | totaal       | positie      | sprong         | brug           | balk           | vloer          | totaal         | positie        |
| --------------- | --------- | ------------ | ------------ | ------------ | ------------ | ------------ | ------------ | -------------- | -------------- | -------------- | -------------- | -------------- | -------------- |
| Simone Biles    | balk      | n.v.t.       | n.v.t.       | 14,066       | n.v.t.       | n.v.t.       | 7 Q          | n.v.t.         | n.v.t.         | 14,500         | n.v.t.         | n.v.t.         | Brons          |
| Sunisa Lee      | balk      | n.v.t.       | n.v.t.       | 14,200       | n.v.t.       | n.v.t.       | 3 Q          | n.v.t.         | n.v.t.         | 13,866         | n.v.t.         | n.v.t.         | 5              |
| Sunisa Lee      | brug      | n.v.t.       | 15,200       | n.v.t.       | n.v.t.       | n.v.t.       | 2 Q          | n.v.t.         | 14,500         | n.v.t.         | n.v.t.         | n.v.t.         | Brons          |
| Sunisa Lee      | meerkamp  | 14,333       | 15,200       | 14,200       | 13,433       | 57,166       | 3 Q          | 14,600         | 15,300         | 13,833         | 13,700         | 57,433         | Goud           |
| MyKayla Skinner | meerkamp  | 14,866       | 13,666       | 13,233       | 13,566       | 55,398       | 11           | niet geplaatst | niet geplaatst | niet geplaatst | niet geplaatst | niet geplaatst | niet geplaatst |
| MyKayla Skinner | sprong    | 14,866       | n.v.t.       | n.v.t.       | n.v.t.       | n.v.t.       | 4 R          | 14,916         | n.v.t.         | n.v.t.         | n.v.t.         | n.v.t.         | Zilver         |
| Jade Carey      | sprong    | 15,166       | n.v.t.       | n.v.t.       | n.v.t.       | n.v.t.       | 2 Q          | 12,416         | n.v.t.         | n.v.t.         | n.v.t.         | n.v.t.         | Zilver         |
| Jade Carey      | meerkamp  | 15,166       | 14,133       | 12,866       | 14,100       | 56,265       | 9 R          | 15,200         | 13,500         | 11,533         | 13,966         | 54,199         | 8              |
| Jade Carey      | vloer     | n.v.t.       | n.v.t.       | n.v.t.       | 14,100       | n.v.t.       | 3 Q          | n.v.t.         | n.v.t.         | n.v.t.         | 14,366         | n.v.t.         | Goud           |

#### Ritmisch
| atlete          | onderdeel   | kwalificatie | kwalificatie | kwalificatie | kwalificatie | kwalificatie | kwalificatie | finale         | finale         | finale         | finale         | finale         | finale         |
| atlete          | onderdeel   | hoepel       | bal          | knotsen      | lint         | totaal       | rang         | hoepel         | bal            | knotsen        | lint           | totaal         | rang           |
| --------------- | ----------- | ------------ | ------------ | ------------ | ------------ | ------------ | ------------ | -------------- | -------------- | -------------- | -------------- | -------------- | -------------- |
| Evita Griskenas | individueel | 23,675       | 23,400       | 23,850       | 20,775       | 91,700       | 12 R2        | niet geplaatst | niet geplaatst | niet geplaatst | niet geplaatst | niet geplaatst | niet geplaatst |
| Laura Zeng      | individueel | 22,000       | 23,700       | 24,700       | 21,000       | 91,400       | 13 R3        | niet geplaatst | niet geplaatst | niet geplaatst | niet geplaatst | niet geplaatst | niet geplaatst |

| atlete                                                                       | onderdeel | kwalificatie | kwalificatie         | kwalificatie | kwalificatie | finale         | finale               | finale         | finale         |
| atlete                                                                       | onderdeel | 5 linten     | 3 knotsen, 2 hoepels | totaal       | rang         | 5 linten       | 3 knotsen, 2 hoepels | totaal         | rang           |
| ---------------------------------------------------------------------------- | --------- | ------------ | -------------------- | ------------ | ------------ | -------------- | -------------------- | -------------- | -------------- |
| Isabelle Connor Camilla Feeley Lili Mizuno Nicole Sladkov Elizaveta Pletneva | team      | 37,850       | 35,825               | 73,675       | 11           | niet geplaatst | niet geplaatst       | niet geplaatst | niet geplaatst |

#### Trampoline
Mannen
| atleet           | onderdeel  | kwalificaties | kwalificaties | finale         | finale         |
| atleet           | onderdeel  | score         | rang          | score          | rang           |
| ---------------- | ---------- | ------------- | ------------- | -------------- | -------------- |
| Aliaksei Shostak | trampoline | 82,150        | 13            | niet geplaatst | niet geplaatst |

Vrouwen
| atlete          | onderdeel  | kwalificaties | kwalificaties | finale | finale |
| atlete          | onderdeel  | score         | rang          | score  | rang   |
| --------------- | ---------- | ------------- | ------------- | ------ | ------ |
| Nicole Ahsinger | trampoline | 102,110       | 7 Q           | 54,350 | 6      |

### Honkbal
Mannen
| Olympiër | Discipline | Resultaat | Prestatie |
| --- | ---------- | --------- | --- |
| Shane Baz Anthony Carter Brandon Dickson Anthony Gose Edwin Jackson Scott Kazmir Nick Martinez Scott McGough David Robertson Joe Ryan Ryder Ryan Simeon Woods Richardson Tim Federowicz Mark Kolozsvary Nick Allen Eddy Alvarez Triston Casas Todd Frazier Jamie Westbrook ZTyler Austin Eric Filia Patrick Kivlehan Jack López Bubba Starling | mannen     | Zilver    | Groepsfase Gewonnen van Israël 8 - 1 Gewonnen van Zuid-Korea 4 - 2 Knock-outfase Ronde 1 bye Ronde 2 Verloren van Japan 6 - 7 Herkansingen ronde 2 Gewonnen van Dominicaanse Republiek 3 - 1 Halve Finale Gewonnen van Zuid-Korea 7 - 2 Finale Verloren van Japan 0 - 2 |

### Judo
Mannen
| atleet       | onderdeel | eerste ronde         | tweede ronde         | derde ronde          | kwartfinale          | halve finale         | herkansing           | finale / BM          | finale / BM    |
| atleet       | onderdeel | tegenstander uitslag | tegenstander uitslag | tegenstander uitslag | tegenstander uitslag | tegenstander uitslag | tegenstander uitslag | tegenstander uitslag | rang           |
| ------------ | --------- | -------------------- | -------------------- | -------------------- | -------------------- | -------------------- | -------------------- | -------------------- | -------------- |
| Colton Brown | −90 kg    | bye                  | Schwendinger W 11-00 | Žgank V 00–01        | niet geplaatst       | niet geplaatst       | niet geplaatst       | niet geplaatst       | niet geplaatst |

Vrouwen
| atlete           | onderdeel | eerste ronde         | tweede ronde         | derde ronde          | kwartfinale          | halve finale         | herkansing           | finale / BM          | finale / BM    |
| atlete           | onderdeel | tegenstander uitslag | tegenstander uitslag | tegenstander uitslag | tegenstander uitslag | tegenstander uitslag | tegenstander uitslag | tegenstander uitslag | rang           |
| ---------------- | --------- | -------------------- | -------------------- | -------------------- | -------------------- | -------------------- | -------------------- | -------------------- | -------------- |
| Angelica Delgado | −52 kg    | n.v.t.               | Ramos W 10-00        | Pupp V 00-10         | niet geplaatst       | niet geplaatst       | niet geplaatst       | niet geplaatst       | niet geplaatst |
| Nefeli Papadakis | −78 kg    | n.v.t.               | Yoon H-j V 00-10     | niet geplaatst       | niet geplaatst       | niet geplaatst       | niet geplaatst       | niet geplaatst       | niet geplaatst |
| Nina Cutro-Kelly | +78 kg    | n.v.t.               | Velenšek V 00-11     | niet geplaatst       | niet geplaatst       | niet geplaatst       | niet geplaatst       | niet geplaatst       | niet geplaatst |

### Kanovaren

#### Slalom
Mannen
| atleet         | onderdeel  | series | series | series | series | series    | series | halve finale | halve finale | finale | finale |
| atleet         | onderdeel  | run 1  | rang   | run 2  | rang   | beste run | rang   | tijd         | rang         | tijd   | rang   |
| -------------- | ---------- | ------ | ------ | ------ | ------ | --------- | ------ | ------------ | ------------ | ------ | ------ |
| Zachary Lokken | C-1 slalom | 99,74  | 3      | 166,94 | 17     | 99,74     | 4 Q    | 105,97       | 7 Q          | 106,08 | 7      |
| Michal Smolen  | K-1 slalom | 96,61  | 13     | 98,03  | 22     | 96,91     | 19 Q   | 96,11        | 3 Q          | 99,12  | 5      |

Vrouwen
| atlete        | onderdeel  | series | series | series | series | series    | series | halve finale | halve finale | finale         | finale         |
| atlete        | onderdeel  | run 1  | rang   | run 2  | rang   | beste run | rang   | tijd         | rang         | tijd           | rang           |
| ------------- | ---------- | ------ | ------ | ------ | ------ | --------- | ------ | ------------ | ------------ | -------------- | -------------- |
| Evy Leibfarth | C-1 slalom | 115,55 | 7      | 113,06 | 6      | 113,06    | 7 Q    | 183,32       | 18           | niet geplaatst | niet geplaatst |
| Evy Leibfarth | K-1 slalom | 123,85 | 20     | 109,70 | 14     | 109,70    | 15 Q   | 112,73       | 12           | niet geplaatst | niet geplaatst |

#### Sprint
Vrouwen
| atlete         | onderdeel | series | series | kwartfinale | kwartfinale | halve finale | halve finale | finale | finale |
| atlete         | onderdeel | tijd   | rang   | tijd        | rang        | tijd         | rang         | tijd   | rang   |
| -------------- | --------- | ------ | ------ | ----------- | ----------- | ------------ | ------------ | ------ | ------ |
| Nevin Harrison | C-1 200 m | 44,938 | 1 HF   | bye         | bye         | 46,697       | 1 FA         | 45,932 | Goud   |

### Karate

#### Kata
Mannen
| Atleet       | Onderdeel | Eliminatie | Eliminatie | Ranking | Ranking | Finale / BM            | Finale / BM |
| Atleet       | Onderdeel | Score      | Rang       | Score   | Rang    | Tegenstander Resultaat | Rang        |
| ------------ | --------- | ---------- | ---------- | ------- | ------- | ---------------------- | ----------- |
| Ariel Torres | mannen    | 26,19      | 2 Q        | 26,46   | 2 Q     | Díaz W 26,72-26,34     | Brons       |

Vrouwen
| Atleet         | Onderdeel | Eliminatie | Eliminatie | Ranking | Ranking | Finale / BM            | Finale / BM |
| Atleet         | Onderdeel | Score      | Rang       | Score   | Rang    | Tegenstander Resultaat | Rang        |
| -------------- | --------- | ---------- | ---------- | ------- | ------- | ---------------------- | ----------- |
| Sakura Kokumai | vrouwen   | 25,75      | 3 Q        | 25,54   | 3 Q     | Bottaro V 25,40-26,48  | 5           |

#### Kumite
Mannen
| Atleet       | Onderdeel | Groupsfase             | Groupsfase             | Groupsfase             | Groupsfase             | Groupsfase | Halve Finale           | Finale                 | Finale         |
| Atleet       | Onderdeel | Tegenstander Resultaat | Tegenstander Resultaat | Tegenstander Resultaat | Tegenstander Resultaat | Rang       | Tegenstander Resultaat | Tegenstander Resultaat | Rang           |
| ------------ | --------- | ---------------------- | ---------------------- | ---------------------- | ---------------------- | ---------- | ---------------------- | ---------------------- | -------------- |
| Thomas Scott | −75 kg    | Nishimura V 0 - 2      | Hárspataki W 8 - 3     | Horuna V 1 - 2         | Abdelaziz W 7 - 6      | 3          | niet geplaatst         | niet geplaatst         | niet geplaatst |
| Brian Irr    | +75 kg    | Gaysinsky G 0 - 0      | Hamedi V 1 - 4         | Ganjzadeh V 0 - 6      | Kvesić V 1 - 3         | 5          | niet geplaatst         | niet geplaatst         | niet geplaatst |

### Klimsport
Mannen
| atleet            | onderdeel | kwalificatie | kwalificatie | kwalificatie | kwalificatie | kwalificatie | kwalificatie | kwalificatie | totaal | totaal | finale | finale | finale    | finale    | finale | finale | finale | totaal | totaal |
| atleet            | onderdeel | speed        | speed        | boulderen    | boulderen    | lead         | lead         | lead         | totaal | totaal | speed  | speed  | boulderen | boulderen | lead   | lead   | lead   | totaal | totaal |
| atleet            | onderdeel | score        | rang         | punten       | rang         | punten       | tijd         | rang         | totaal | score  | tijd   | rang   | punten    | rang      | punten | tijd   | rang   | totaal | rang   |
| ----------------- | --------- | ------------ | ------------ | ------------ | ------------ | ------------ | ------------ | ------------ | ------ | ------ | ------ | ------ | --------- | --------- | ------ | ------ | ------ | ------ | ------ |
| Nathaniel Coleman | klimmen   | 6,21         | 6            | 1T3z 4 6     | 11           | 39           | -            | 5            | 550,00 | 8 Q    | 1      | 1      | 2T3z 4 4  | 1         | 34+    | -      | 5      | 30     | Zilver |
| Colin Duffy       | klimmen   | 6,23         | 6            | 2T2z 17 12   | 5            | 42+          | 4.44         | 2            | 60,00  | 3 Q    | 6,35   | 5      | 1T3z 1 5  | 4         | 40     | -      | 3      | 60     | 7      |

Vrouwen
| atleet          | onderdeel | kwalificatie | kwalificatie | kwalificatie | kwalificatie | kwalificatie | kwalificatie | kwalificatie | totaal | totaal | finale         | finale         | finale         | finale         | finale         | finale         | finale         | totaal         | totaal         |
| atleet          | onderdeel | speed        | speed        | boulderen    | boulderen    | lead         | lead         | lead         | totaal | totaal | speed          | speed          | boulderen      | boulderen      | lead           | lead           | lead           | totaal         | totaal         |
| atleet          | onderdeel | score        | rang         | punten       | rang         | punten       | tijd         | rang         | totaal | score  | tijd           | rang           | punten         | rang           | punten         | tijd           | rang           | totaal         | rang           |
| --------------- | --------- | ------------ | ------------ | ------------ | ------------ | ------------ | ------------ | ------------ | ------ | ------ | -------------- | -------------- | -------------- | -------------- | -------------- | -------------- | -------------- | -------------- | -------------- |
| Brooke Raboutou | klimmen   | 8,67         | 12           | 3T4z 4 4     | 2            | 26+          | 3.40         | 8            | 192,00 | 5 Q    | 8,77           | 7              | 0T3z 0 10      | 2              | 20+            | -              | 6              | 84             | 5              |
| Kyra Condie     | klimmen   | 8,08         | 7            | 1T3z 4 5     | 11           | 22+          | -            | 11           | 847,00 | 11     | niet geplaatst | niet geplaatst | niet geplaatst | niet geplaatst | niet geplaatst | niet geplaatst | niet geplaatst | niet geplaatst | niet geplaatst |

### Moderne vijfkamp
Mannen
| atleet         | onderdeel        | schermen (degen) | schermen (degen) | schermen (degen) | schermen (degen) | zwemmen (200 m vrije slag) | zwemmen (200 m vrije slag) | zwemmen (200 m vrije slag) | paardrijden (springen) | paardrijden (springen) | paardrijden (springen) | combinatie: schieten/lopen (10 m luchtpistool)/(3200 m) | combinatie: schieten/lopen (10 m luchtpistool)/(3200 m) | combinatie: schieten/lopen (10 m luchtpistool)/(3200 m) | totaal punten | rang |
| atleet         | onderdeel        | RR               | BR               | rang             | punten           | tijd                       | rang                       | punten                     | strafpunten            | rang                   | punten                 | tijd                                                    | rang                                                    | punten                                                  | totaal punten | rang |
| -------------- | ---------------- | ---------------- | ---------------- | ---------------- | ---------------- | -------------------------- | -------------------------- | -------------------------- | ---------------------- | ---------------------- | ---------------------- | ------------------------------------------------------- | ------------------------------------------------------- | ------------------------------------------------------- | ------------- | ---- |
| Amro El-Geziry | moderne vijfkamp | 16-19            | 2                | 22               | 198              | 1.52,96 OR                 | 1                          | 325                        | 10                     | 10                     | 290                    | 12.35,32                                                | 36                                                      | 545                                                     | 1358          | 25   |

Vrouwen
| atlete              | onderdeel        | schermen (degen) | schermen (degen) | schermen (degen) | schermen (degen) | zwemmen (200 m vrije slag) | zwemmen (200 m vrije slag) | zwemmen (200 m vrije slag) | paardrijden (springen) | paardrijden (springen) | paardrijden (springen) | combinatie: schieten/lopen (10 m luchtpistool)/(3200 m) | combinatie: schieten/lopen (10 m luchtpistool)/(3200 m) | combinatie: schieten/lopen (10 m luchtpistool)/(3200 m) | totaal punten | rang |
| atlete              | onderdeel        | RR               | BR               | rang             | punten           | tijd                       | rang                       | punten                     | strafpunten            | rang                   | punten                 | tijd                                                    | rang                                                    | punten                                                  | totaal punten | rang |
| ------------------- | ---------------- | ---------------- | ---------------- | ---------------- | ---------------- | -------------------------- | -------------------------- | -------------------------- | ---------------------- | ---------------------- | ---------------------- | ------------------------------------------------------- | ------------------------------------------------------- | ------------------------------------------------------- | ------------- | ---- |
| Samantha Achtenberg | moderne vijfkamp | 9-26             | 1                | 35               | 155              | 2.15,78                    | 19                         | 279                        | 11                     | 17                     | 289                    | 12.25,56                                                | 14                                                      | 555                                                     | 1278          | 21   |

### Paardensport

#### Dressuur
| ruiter                                         | paard         | onderdeel   | Grand Prix | Grand Prix | Grand Prix Special | Grand Prix Special | Grand Prix Freestyle | Grand Prix Freestyle | totaal  | totaal |
| ruiter                                         | paard         | onderdeel   | score      | rang       | score              | rang               | technisch            | artistiek            | uitslag | rang   |
| ---------------------------------------------- | ------------- | ----------- | ---------- | ---------- | ------------------ | ------------------ | -------------------- | -------------------- | ------- | ------ |
| Adrienne Lyle                                  | Salvino       | individueel | 74,876     | 14 Q       | n.v.t.             | n.v.t.             | DNS                  | DNS                  | DNS     | DNS    |
| Steffen Peters                                 | Suppenkasper  | individueel | 76,196     | 11 q       | n.v.t.             | n.v.t.             | 76,393               | 85,543               | 80,968  | 10     |
| Sabine Schut-Kery                              | Sanceo        | individueel | 78,416     | 7 Q        | n.v.t.             | n.v.t.             | 80,143               | 88,457               | 84,300  | 5      |
| Adrienne Lyle Steffen Peters Sabine Schut-Kery | zie hierboven | team        | 7389,5     | 4 Q        | 7747,0             | Zilver             | n.v.t.               | n.v.t.               | n.v.t.  | n.v.t. |

Nick Wagman en Don John gingen mee als reserve.

#### Eventing
Het Amerikaanse Olympische eventingteam werd aangekondigd op 27 mei 2021. Het team werd geleid door twee Olympische veteranen,Phillip Dutton en Boyd Martin, beiden geboren in Australië, en gecompleteerd door rookie Liz Halliday-Sharp . Doug Payne en Vandiver werden de teamvervangers genoemd. Op 7 juli 2021 werden Liz Halliday-Sharp en Deniro Z teruggetrokken uit de Olympische ploeg. Doug Payne trad in als vervanger, terwijl Tamie Smith en Mai Baum de nieuwe reizende plaatsvervangers werden.
| ruiter                                | paard         | onderdeel   | dressuur    | dressuur | cross-country | cross-country | cross-country | springen     | springen     | springen     | springen    | springen | springen |
| ruiter                                | paard         | onderdeel   | dressuur    | dressuur | cross-country | cross-country | cross-country | kwalificatie | kwalificatie | kwalificatie | finale      | finale   | finale   |
| ruiter                                | paard         | onderdeel   | strafpunten | rang     | strafpunten   | totaal        | rang          | strafpunten  | totaal       | rang         | strafpunten | totaal   | rang     |
| ------------------------------------- | ------------- | ----------- | ----------- | -------- | ------------- | ------------- | ------------- | ------------ | ------------ | ------------ | ----------- | -------- | -------- |
| Phillip Dutton                        | Z             | individueel | 30,50       | 16       | 4,80          | 35,30         | 17            | 8,00         | 43,30        | 19 Q         | 10,80       | 54,10    | 21       |
| Boyd Martin                           | Tsetserleg    | individueel | 31,10       | 20       | 3,20          | 34,30         | 14            | 4,40         | 38,70        | 15 Q         | 13,60       | 52,30    | 20       |
| Doug Payne                            | Vandiver      | individueel | 33,00       | 30       | 6,80          | 39,80         | 23            | 4,00         | 43,80        | 20 Q         | 4,40        | 48,20    | 16       |
| Phillip Dutton Boyd Martin Doug Payne | zie hierboven | team        | 94,60       | 8        | 14,80         | 109,40        | 5             | 16,40        | 125,80       | 6            | n.v.t.      | n.v.t.   | n.v.t.   |

#### Springen
| ruiter                                      | paard                                           | onderdeel   | kwalificatie | kwalificatie | finale         | finale         | finale         | jump-off       | jump-off       | jump-off       |
| ruiter                                      | paard                                           | onderdeel   | strafpunten  | rang         | strafpunten    | tijd           | rang           | strafpunten    | tijd           | rang           |
| ------------------------------------------- | ----------------------------------------------- | ----------- | ------------ | ------------ | -------------- | -------------- | -------------- | -------------- | -------------- | -------------- |
| Kent Farrington                             | Gazelle                                         | individueel | 4            | 31           | niet geplaatst | niet geplaatst | niet geplaatst | niet geplaatst | niet geplaatst | niet geplaatst |
| Laura Kraut                                 | Baloutinue                                      | individueel | 8            | 44           | niet geplaatst | niet geplaatst | niet geplaatst | niet geplaatst | niet geplaatst | niet geplaatst |
| Jessica Springsteen                         | Don Juan van de Donkhoeve                       | individueel | 4            | 31           | niet geplaatst | niet geplaatst | niet geplaatst | niet geplaatst | niet geplaatst | niet geplaatst |
| Laura Kraut Jessica Springsteen McLain Ward | Baloutinue Don Juan van de Donkhoeve Contagious | team        | 13           | 5 Q          | 8              | 237,20         | 1              | 0              | 124,20         | Zilver         |

### Roeien
Mannen
| atleet | onderdeel   | series  | series | herkansingen | herkansingen | kwartfinale | kwartfinale | halve finale | halve finale | finale  | finale |
| atleet | onderdeel   | tijd    | rang   | tijd         | rang         | tijd        | rang        | tijd         | rang         | tijd    | rang   |
| --- | ----------- | ------- | ------ | ------------ | ------------ | ----------- | ----------- | ------------ | ------------ | ------- | ------ |
| Clark Dean Michael Grady Andrew Reed Anders Weiss                                                                             | vier-zonder | 5.57;27 | 2 FA   | bye          | bye          | n.v.t.      | n.v.t.      | n.v.t.       | n.v.t.       | 5.48,85 | 5      |
| Justin Best Liam Corrigan Ben Davison Austin Hack Conor Harrity Nick Mead Alex Miklasevich Alexander Richards Julian Venonsky | acht        | 5.30,57 | 2 H    | 5.23,43      | 3 FA         | n.v.t.      | n.v.t.      | n.v.t.       | n.v.t.       | 5.26,75 | 4      |

Vrouwen
| atlete | onderdeel          | series  | series | herkansingen | herkansingen | kwartfinale | kwartfinale | halve finale | halve finale | finale  | finale |
| atlete | onderdeel          | tijd    | rang   | tijd         | rang         | tijd        | rang        | tijd         | rang         | tijd    | rang   |
| --- | ------------------ | ------- | ------ | ------------ | ------------ | ----------- | ----------- | ------------ | ------------ | ------- | ------ |
| Kara Kohler | skiff              | 7.49,71 | 1 KF   | bye          | bye          | 7.59,39     | 2 HA/B      | 7.26,10      | 4 FB         | 7.29,72 | 9      |
| Genevra Stone Kristina Wagner | dubbel-twee        | 6.55,65 | 2 HA/B | bye          | bye          | n.v.t.      | n.v.t.      | 7.11,14      | 3 FA         | 6.52,98 | 5      |
| Mary Reckford Michelle Sechser | lichte dubbel-twee | 7.05,30 | 3 H    | 7.21,25      | 1 HA/B       | n.v.t.      | n.v.t.      | 6.41,54      | 2 FA         | 6.48,54 | 5      |
| Tracy Eisser Megan Kalmoe | twee-zonder        | 7.26,95 | 4 H    | 7.29,87      | 2 HA/B       | n.v.t.      | n.v.t.      | 7.02,52      | 5 FB         | 7.02,16 | 10     |
| Cicely Madden Meghan O'Leary Alie Rusher Ellen Tomek                                                                                    | dubbel-vier        | 6.34,36 | 5 H    | 6.50,74      | 6 FB         | n.v.t.      | n.v.t.      | n.v.t.       | n.v.t.       | 6.30,03 | 10     |
| Kendall Chase Claire Collins Grace Luczak Madeleine Wanamaker                                                                           | vier-zonder        | 6.43,80 | 4 H    | 6.53,26      | 5 FB         | n.v.t.      | n.v.t.      | n.v.t.       | n.v.t.       | 6.33,65 | 7      |
| Charlotte Buck Olivia Coffey Gia Doonan Katelin Guregian Brooke Mooney Meghan Musnicki Kristine O'Brien Regina Salmons Jessica Thoennes | acht               | 6.08,69 | 1 FA   | bye          | bye          | n.v.t.      | n.v.t.      | n.v.t.       | n.v.t.       | 6.02,78 | 4      |

Legenda: FA=finale A (medailles); FB=finale B (geen medailles); FC=finale C (geen medailles); FD=finale D (geen medailles); FE=finale E (geen medailles); FF=finale F (geen medailles); HA/B=halve finale A/B; HC/D=halve finale C/D; HE/F=halve finale E/F; KF=kwartfinale; H=herkansing

### Rugby
Mannen
| Olympiër | Discipline | Resultaat | Prestatie |
| --- | ---------- | --------- | --- |
| Carlin Isles Brett Thompson Danny Barrett Matai Leuta Joe Schroeder Kevon Williams Folau Niua Maceo Brown Stephen Tomasin Madison Hughes Perry Baker Martin Iosefo Cody Melphy | mannen     | 6         | Groepsfase Gewonnen van Kenia 19 - 14 Gewonnen van Ierland 19 - 17 Verloren van Zuid-Afrika 12 - 17 Kwartfinale Verloren van Groot-Brittannië 21 - 26 Plaatsing 5 tot 8 Gewonnen van Canada 21 - 14 Wedstrijd om plaats 5 Verloren van Zuid-Afrika 7 - 28 |

Vrouwen
| Olympiër | Discipline | Resultaat | Prestatie |
| --- | ---------- | --------- | --- |
| Kayla Canett-Oca Lauren Doyle Cheta Emba Abby Gustaitis Nicole Heavirland Alev Kelter Kristi Kirshe Ilona Maher Jordan Matyas Ariana Ramsey Naya Tapper Kristen Thomas | vrouwen    | 6         | Groepsfase Gewonnen van China 28 - 14 Gewonnen van Japan 17 - 7 Gewonnen van Australië 14 - 12 Kwartfinale Verloren van Groot-Brittannië 12 - 21 Plaatsing 5 tot 8 Gewonnen van China 33 - 14 Wedstrijd om plaats 5 Verloren van Australië 7 - 17 |

### Schermen
Mannen
| atleet                                                      | onderdeel   | eerste ronde         | tweede ronde            | derde ronde             | kwartfinale          | halve finale                           | finale / BM                                | finale / BM    |
| atleet                                                      | onderdeel   | tegenstander uitslag | tegenstander uitslag    | tegenstander uitslag    | tegenstander uitslag | tegenstander uitslag                   | tegenstander uitslag                       | rang           |
| ----------------------------------------------------------- | ----------- | -------------------- | ----------------------- | ----------------------- | -------------------- | -------------------------------------- | ------------------------------------------ | -------------- |
| Jacob Hoyle                                                 | degen       | bye                  | Park S-y V 10 - 15      | niet geplaatst          | niet geplaatst       | niet geplaatst                         | niet geplaatst                             | niet geplaatst |
| Curtis McDowald                                             | degen       | bye                  | Bardenet V 12 - 15      | niet geplaatst          | niet geplaatst       | niet geplaatst                         | niet geplaatst                             | niet geplaatst |
| Yeisser Ramirez                                             | degen       | Niggeler W 15 - 6    | Bida V 2 - 15           | niet geplaatst          | niet geplaatst       | niet geplaatst                         | niet geplaatst                             | niet geplaatst |
| Jacob Hoyle Curtis McDowald Yeisser Ramirez                 | team degen  | n.v.t.               | n.v.t.                  | Japan V 39 - 45         | niet geplaatst       | niet geplaatst                         | niet geplaatst                             | niet geplaatst |
| Nick Itkin                                                  | floret      | bye                  | A. Borodachev W 15 - 11 | K. Borodachev V 13 - 15 | niet geplaatst       | niet geplaatst                         | niet geplaatst                             | niet geplaatst |
| Alexander Massialas                                         | floret      | bye                  | Joppich V 12 - 15       | niet geplaatst          | niet geplaatst       | niet geplaatst                         | niet geplaatst                             | niet geplaatst |
| Gerek Meinhardt                                             | floret      | bye                  | Mylnikov V 11 - 15      | niet geplaatst          | niet geplaatst       | niet geplaatst                         | niet geplaatst                             | niet geplaatst |
| Race Imboden Nick Itkin Alexander Massialas Gerek Meinhardt | team floret | n.v.t.               | n.v.t.                  | bye                     | Duitsland W 45 - 36  | Russische ploeg V 41 - 45              | Japan W 45 - 31                            | Brons          |
| Eli Dershwitz                                               | sabel       | bye                  | Streets W 15 - 9        | Kim J-h V 9 - 15        | niet geplaatst       | niet geplaatst                         | niet geplaatst                             | niet geplaatst |
| Daryl Homer                                                 | sabel       | bye                  | Amer V 11 - 15          | niet geplaatst          | niet geplaatst       | niet geplaatst                         | niet geplaatst                             | niet geplaatst |
| Andrew Mackiewicz                                           | sabel       | Shimamura W 15 - 13  | Oh S-u V 7 - 15         | niet geplaatst          | niet geplaatst       | niet geplaatst                         | niet geplaatst                             | niet geplaatst |
| Eli Dershwitz Daryl Homer Andrew Mackiewicz Khalil Thompson | team sabel  | n.v.t.               | n.v.t.                  | bye                     | Hongarije W 36 - 45  | Plaatsings-halve finale Iran V 36 - 45 | Wedstrijd om plaats 7 Russische ploeg V WO | 8              |

Vrouwen
| atlete                                                              | onderdeel   | eerste ronde         | tweede ronde         | derde ronde          | kwartfinale          | halve finale                               | finale / BM                           | finale / BM    |
| atlete                                                              | onderdeel   | tegenstander uitslag | tegenstander uitslag | tegenstander uitslag | tegenstander uitslag | tegenstander uitslag                       | tegenstander uitslag                  | rang           |
| ------------------------------------------------------------------- | ----------- | -------------------- | -------------------- | -------------------- | -------------------- | ------------------------------------------ | ------------------------------------- | -------------- |
| Katharine Holmes                                                    | degen       | bye                  | Song S-r V 12 - 15   | niet geplaatst       | niet geplaatst       | niet geplaatst                             | niet geplaatst                        | niet geplaatst |
| Courtney Hurley                                                     | degen       | bye                  | Zhu M V 8 - 15       | niet geplaatst       | niet geplaatst       | niet geplaatst                             | niet geplaatst                        | niet geplaatst |
| Kelley Hurley                                                       | degen       | bye                  | Kurpa W 15 - 14      | Murtazaeva V 11 - 12 | niet geplaatst       | niet geplaatst                             | niet geplaatst                        | niet geplaatst |
| Katharine Holmes Courtney Hurley Kelley Hurley Anna van Brummen     | team degen  | n.v.t.               | n.v.t.               | n.v.t.               | Zuid-Korea V 33 - 38 | Plaatsings-halve finala Hongkong W 42 - 31 | Wedstrijd om plaats 5 Polen W 33 - 26 | 5              |
| Jacqueline Dubrovich                                                | floret      | bye                  | Ebert V 14 - 15      | niet geplaatst       | niet geplaatst       | niet geplaatst                             | niet geplaatst                        | niet geplaatst |
| Lee Kiefer                                                          | floret      | bye                  | Berthier W 15 - 4    | Harvey W 15 - 13     | Ueno W 15 - 11       | Korobeynikova W 15 - 6                     | Deriglazova W 15 - 13                 | Goud           |
| Nicole Ross                                                         | floret      | bye                  | Karamete W 15 - 5    | Ueno V 9 - 15        | niet geplaatst       | niet geplaatst                             | niet geplaatst                        | niet geplaatst |
| Jacqueline Dubrovich Lee Kiefer Nicole Ross Sabrina Massialas       | team floret | n.v.t.               | n.v.t.               | n.v.t.               | Japan W 45 - 36      | Russische ploeg V 42 - 45                  | Italië V 23- 45                       | 4              |
| Anne-Elizabeth Stone                                                | sabel       | bye                  | Bashta V 9 - 15      | niet geplaatst       | niet geplaatst       | niet geplaatst                             | niet geplaatst                        | niet geplaatst |
| Dagmara Wozniak                                                     | sabel       | bye                  | Nikitina V 14 - 15   | niet geplaatst       | niet geplaatst       | niet geplaatst                             | niet geplaatst                        | niet geplaatst |
| Mariel Zagunis                                                      | sabel       | bye                  | Page W 15 - 13       | Kim J-y W 15 - 12    | Velikaya V 8 - 15    | niet geplaatst                             | niet geplaatst                        | niet geplaatst |
| Francesca Russo Anne-Elizabeth Stone Dagmara Wozniak Mariel Zagunis | team sabel  | n.v.t.               | n.v.t.               | bye                  | Frankrijk V 30 - 45  | Plaatsings-halve finale China W 45 - 35    | Wedstrijd om plaats 5 Japan V 43 - 45 | 6              |

### Schietsport
Mannen
| atleet            | onderdeel               | kwalificaties | kwalificaties | finale         | finale         |
| atleet            | onderdeel               | punten        | rang          | punten         | rang           |
| ----------------- | ----------------------- | ------------- | ------------- | -------------- | -------------- |
| James Hall        | 10 m luchtpistool       | 577           | 10            | niet geplaatst | niet geplaatst |
| Nickolaus Mowrer  | 10 m luchtpistool       | 576           | 13            | niet geplaatst | niet geplaatst |
| Nickolaus Mowrer  | 50 m geweer 3 houdingen | 1162          | 26            | niet geplaatst | niet geplaatst |
| Patrick Sunderman | 50 m geweer 3 houdingen | 1172          | 12            | niet geplaatst | niet geplaatst |
| Lucas Kozeniesky  | 10 m luchtgeweer        | 631,5         | 2 Q           | 165,0          | 6              |
| Will Shaner       | 10 m luchtgeweer        | 630,8         | 3 Q           | 251,6 OR       | Goud           |
| Jack Leverett III | 25 m snelvuurpistool    | 552           | 25            | niet geplaatst | niet geplaatst |
| Henry Leverett    | 25 m snelvuurpistool    | 566           | 22            | niet geplaatst | niet geplaatst |
| Vincent Hancock   | skeet                   | 122 (+8)      | 4 Q           | 59 OR          | Goud           |
| Phillip Jungman   | skeet                   | 120           | 15            | niet geplaatst | niet geplaatst |
| Brian Burrows     | trap                    | 121           | 12            | niet geplaatst | niet geplaatst |
| Derrick Mein      | trap                    | 119           | 24            | niet geplaatst | niet geplaatst |

Vrouwen
| atlete            | onderdeel               | kwalificaties | kwalificaties | finale         | finale         |
| atlete            | onderdeel               | punten        | rang          | punten         | rang           |
| ----------------- | ----------------------- | ------------- | ------------- | -------------- | -------------- |
| Alison Weisz      | 10 m luchtgeweer        | 626,9         | 14            | niet geplaatst | niet geplaatst |
| Mary Tucker       | 10 m luchtgeweer        | 631,4         | 3 Q           | 166,0          | 6              |
| Mary Tucker       | 50 m geweer 3 houdingen | 1167          | 13            | niet geplaatst | niet geplaatst |
| Sagen Maddalena   | 50 m geweer 3 houdingen | 1178          | 2 Q           | 427,8          | 5              |
| Alexis Lagan      | 10 m luchtpistool       | 560           | 38            | niet geplaatst | niet geplaatst |
| Sandra Uptagrafft | 10 m luchtpistool       | 556           | 49            | niet geplaatst | niet geplaatst |
| Alexis Lagan      | 25 m pistool            | 580           | 18            | niet geplaatst | niet geplaatst |
| Sandra Uptagrafft | 25 m pistool            | 573           | 33            | niet geplaatst | niet geplaatst |
| Amber English     | skeet                   | 121           | 3 Q           | 56 OR          | Goud           |
| Austen Smith      | skeet                   | 119           | 10            | niet geplaatst | niet geplaatst |
| Madelynn Bernau   | trap                    | 119           | 7             | niet geplaatst | niet geplaatst |
| Kayle Browning    | trap                    | 120 (+1)      | 6 Q           | 42             | Zilver         |

Gemengd
| Atleet                        | Onderdeel             | Kwalificatie 1 | Kwalificatie 1 | Kwalificatie 2                         | Kwalificatie 2 | Finale / BM             | Finale / BM    |
| Atleet                        | Onderdeel             | punten         | rang           | punten                                 | rang           | tegenstander resultaat  | Rang           |
| ----------------------------- | --------------------- | -------------- | -------------- | -------------------------------------- | -------------- | ----------------------- | -------------- |
| Lucas Kozeniesky Mary Tucker  | 10 m luchtgeweer team | 628.0          | 7 Q            | 418.0                                  | 2 Q            | Yang H / Yang Q V 13–17 | Zilver         |
| Will Shaner Alison Weisz      | 10 m luchtgeweer team | 629.7          | 5 Q            | 416.8                                  | 6              | niet geplaatst          | niet geplaatst |
| James Hall Sandra Uptagrafft  | 10m luchtpistool team | 573            | 10             | niet geplaatst                         | niet geplaatst | niet geplaatst          | niet geplaatst |
| Alexis Lagan Nick Mowrer      | 10m luchtpistool team | 565            | 16             | niet geplaatst                         | niet geplaatst | niet geplaatst          | niet geplaatst |
| Kayle Browning Derrick Mein   | Trap team             | 140            | 13             |                                        |                | niet geplaatst          | niet geplaatst |
| Brian Burrows Madelynn Bernau | Trap team             | 146 (+10)      | 4 Q            | Kovačócy / Špotáková W 42 (+3)–42 (+2) | Brons          |                         |                |

### Schoonspringen
Mannen
| atleet                          | onderdeel               | series | series | halve finale   | halve finale   | finale         | finale         |
| atleet                          | onderdeel               | punten | rang   | punten         | rang           | punten         | rang           |
| ------------------------------- | ----------------------- | ------ | ------ | -------------- | -------------- | -------------- | -------------- |
| Andrew Capobianco               | 3 m plank               | 385,50 | 17 Q   | 419,60         | 10 Q           | 401,70         | 10             |
| Tyler Downs                     | 3 m plank               | 348,70 | 23     | niet geplaatst | niet geplaatst | niet geplaatst | niet geplaatst |
| Brandon Loschiavo               | 10 m toren              | 403,85 | 11 Q   | 409,75         | 10 Q           | 383,65         | 11             |
| Jordan Windle                   | 10 m toren              | 390,05 | 15 Q   | 409,80         | 9 Q            | 407,90         | 9              |
| Andrew Capobianco Michael Hixon | 3 meter plank synchroon | n.v.t. | n.v.t. | n.v.t.         | n.v.t.         | 444,36         | Zilver         |

Vrouwen
| atlete                           | onderdeel            | series | series | halve finale | halve finale | finale         | finale         |
| atlete                           | onderdeel            | punten | rang   | punten       | rang         | punten         | rang           |
| -------------------------------- | -------------------- | ------ | ------ | ------------ | ------------ | -------------- | -------------- |
| Hailey Hernandez                 | 3 m plank            | 309,55 | 6 Q    | 291,60       | 10 Q         | 288,45         | 9              |
| Krysta Palmer                    | 3 m plank            | 279,10 | 15 Q   | 316,65       | 5 Q          | 343,75         | Brons          |
| Delaney Schnell                  | 10 m toren           | 360,75 | 3 Q    | 342,75       | 3 Q          | 340,40         | 5              |
| Katrina Young                    | 10 m toren           | 286,75 | 17 Q   | 263,60       | 17           | niet geplaatst | niet geplaatst |
| Alison Gibson Krysta Palmer      | 3 m plank synchroon  | n.v.t. | n.v.t. | n.v.t.       | n.v.t.       | 236,49         | 8              |
| Jessica Parratto Delaney Schnell | 10 m toren synchroon | n.v.t. | n.v.t. | n.v.t.       | n.v.t.       | 310,80         | Zilver         |

### Skateboarden
Mannen
| atlete           | onderdeel | kwalificaties | kwalificaties | finale         | finale         |
| atlete           | onderdeel | punten        | rang          | punten         | rang           |
| ---------------- | --------- | ------------- | ------------- | -------------- | -------------- |
| Cory Juneau      | park      | 73,00         | 8 Q           | 84,13          | Brons          |
| Heimana Reynolds | park      | 63,09         | 13            | niet geplaatst | niet geplaatst |
| Zion Wright      | park      | 67,21         | 11            | niet geplaatst | niet geplaatst |
| Jagger Eaton     | street    | 35,07         | 2 Q           | 35,35          | Brons          |
| Nyjah Huston     | street    | 34,87         | 3 Q           | 26,10          | 7              |
| Jake Ilardi      | street    | 29,03         | 11            | niet geplaatst | niet geplaatst |

Vrouwen
| atlete          | onderdeel | kwalificaties | kwalificaties | finale         | finale         |
| atlete          | onderdeel | punten        | rang          | punten         | rang           |
| --------------- | --------- | ------------- | ------------- | -------------- | -------------- |
| Jordyn Barratt  | park      | 35,22         | 11            | niet geplaatst | niet geplaatst |
| Bryce Wettstein | park      | 44,50         | 5 Q           | 44,50          | 6              |
| Brighton Zeuner | park      | 34,06         | 12            | niet geplaatst | niet geplaatst |
| Mariah Duran    | street    | 7,95          | 13            | niet geplaatst | niet geplaatst |
| Alexis Sablone  | street    | 11,77         | 8 Q           | 13,57          | 4              |
| Alana Smith     | street    | 1,25          | 20            | niet geplaatst | niet geplaatst |

### Softbal
| Olympiër | Discipline | Resultaat | Prestatie |
| --- | ---------- | --------- | --- |
| Monica Abbott Rachel Garcia Cat Osterman Aubree Munro Amanda Chidester Dejah Mulipola Ali Aguilar Ally Carda Kelsey Stewart Valerie Arioto Delaney Spaulding Haylie McCleney Janie Reed Michelle Moultrie Bubba Nickles | vrouwen    | Zilver    | Groepsfase Gewonnen van Italië 2 - 0 Gewonnen van Canada 1 - 0 Gewonnen van Mexico 2 - 0 Gewonnen van Australië 2 - 1 Gewonnen van Japan 2 - 1 Finale Verloren van Japan 0 - 2 |

### Surfen
Mannen
| atleet             | onderdeel | eerste ronde | eerste ronde | tweede ronde | tweede ronde | derde ronde            | kwartfinale            | halve finale         | finale / BM          | finale / BM    |
| atleet             | onderdeel | score        | rang         | score        | rang         | tegenstander uitslag   | tegenstander uitslag   | tegenstander uitslag | tegenstander uitslag | rang           |
| ------------------ | --------- | ------------ | ------------ | ------------ | ------------ | ---------------------- | ---------------------- | -------------------- | -------------------- | -------------- |
| Kolohe Andino      | surfen    | 10,27        | 2 R3         | bye          | bye          | Florence W 14,83-11,60 | Igarashi V 11,00-12,60 | niet geplaatst       | niet geplaatst       | niet geplaatst |
| John John Florence | surfen    | 8,37         | 3 R2         | 12,77        | 1 R3         | Andino V 11,60-14,83   | niet geplaatst         | niet geplaatst       | niet geplaatst       | niet geplaatst |

Vrouwen
| atleet         | onderdeel | eerste ronde | eerste ronde | tweede ronde | tweede ronde | derde ronde             | kwartfinale           | halve finale           | finale / BM            | finale / BM |
| atleet         | onderdeel | score        | rang         | score        | rang         | tegenstander uitslag    | tegenstander uitslag  | tegenstander uitslag   | tegenstander uitslag   | rang        |
| -------------- | --------- | ------------ | ------------ | ------------ | ------------ | ----------------------- | --------------------- | ---------------------- | ---------------------- | ----------- |
| Caroline Marks | surfen    | 13,40        | 1 R3         | bye          | bye          | Maeda W 15,33-7,74      | Hennessy W 12,50-6,83 | Buitendag V 3,67-11,00 | Tsuzuki V 4,26-6,80    | 4           |
| Carissa Moore  | surfen    | 11,74        | 1 R3         | bye          | bye          | Mulánovich W 10,34-9,90 | Lima W 14,26-8,30     | Tsuzuki W 8,33-7,43    | Buitendag W 14,93-8,46 | Goud        |

### Synchroonzwemmen
| atlete                        | onderdeel | technische routine | technische routine | vrije routine (voorronde) | vrije routine (voorronde) | vrije routine (voorronde) | vrije routine (finale) | vrije routine (finale)    | vrije routine (finale) |
| atlete                        | onderdeel | punten             | rang               | punten                    | totaal (technisch + vrij) | rang                      | punten                 | totaal (technisch + vrij) | rang                   |
| ----------------------------- | --------- | ------------------ | ------------------ | ------------------------- | ------------------------- | ------------------------- | ---------------------- | ------------------------- | ---------------------- |
| Anita Alvarez Lindi Schroeder | duet      | 86,5333            | 13                 | 86,1960                   | 172,7293                  | 13                        | niet geplaatst         | niet geplaatst            | niet geplaatst         |

### Taekwondo
Vrouwen
| atlete             | onderdeel | eerste ronde         | kwartfinale          | halve finale         | herkansing           | finale / BM          | finale / BM |
| atlete             | onderdeel | tegenstander uitslag | tegenstander uitslag | tegenstander uitslag | tegenstander uitslag | tegenstander uitslag | rang        |
| ------------------ | --------- | -------------------- | -------------------- | -------------------- | -------------------- | -------------------- | ----------- |
| Anastasija Zolotic | -57 kg    | Laaraj W 11–4        | İlgün W 17–9         | Lo W 28–5            | bye                  | Minina W 25–17       | Goud        |
| Paige McPherson    | -67 kg    | Azizova W 8–5        | Tatar W 3–1          | Jelić V 4–15         | bye                  | Malak V 6–17         | =4          |

### Tafeltennis
Mannen
| atleet                          | onderdeel | voorronde            | eerste ronde         | tweede ronde         | derde ronde          | vierde ronde         | kwartfinale          | halve finale         | finale / BM          | finale / BM    |
| atleet                          | onderdeel | tegenstander uitslag | tegenstander uitslag | tegenstander uitslag | tegenstander uitslag | tegenstander uitslag | tegenstander uitslag | tegenstander uitslag | tegenstander uitslag | rang           |
| ------------------------------- | --------- | -------------------- | -------------------- | -------------------- | -------------------- | -------------------- | -------------------- | -------------------- | -------------------- | -------------- |
| Kanak Jha                       | enkelspel | bye                  | bye                  | Skatsjkov V 2 - 4    | niet geplaatst       | niet geplaatst       | niet geplaatst       | niet geplaatst       | niet geplaatst       | niet geplaatst |
| Nikhil Kumar                    | enkelspel | Enkhbatyn W 4 - 1    | Miño W 4 - 2         | Källberg V 0 - 4     | niet geplaatst       | niet geplaatst       | niet geplaatst       | niet geplaatst       | niet geplaatst       | niet geplaatst |
| Kanak Jha Nikhil Kumar Zhou Xin | team      | n.v.t.               | n.v.t.               | n.v.t.               | n.v.t.               | Zweden V 1 - 3       | niet geplaatst       | niet geplaatst       | niet geplaatst       | niet geplaatst |

Vrouwen
| atleet                           | onderdeel | voorronde            | eerste ronde         | tweede ronde         | derde ronde          | vierde ronde           | kwartfinale          | halve finale         | finale / BM          | finale / BM    |
| atleet                           | onderdeel | tegenstander uitslag | tegenstander uitslag | tegenstander uitslag | tegenstander uitslag | tegenstander uitslag   | tegenstander uitslag | tegenstander uitslag | tegenstander uitslag | rang           |
| -------------------------------- | --------- | -------------------- | -------------------- | -------------------- | -------------------- | ---------------------- | -------------------- | -------------------- | -------------------- | -------------- |
| Juan Liu                         | enkelspel | Oshonaike W 4 - 1    | Dvorak W 4 - 1       | Balážová W 4 - 0     | Szőcs W 4 - 2        | Yu V 2 - 4             | niet geplaatst       | niet geplaatst       | niet geplaatst       | niet geplaatst |
| Lily Zhang                       | enkelspel | bye                  | bye                  | Edem W 4 - 1         | Chen V 0 - 4         | niet geplaatst         | niet geplaatst       | niet geplaatst       | niet geplaatst       | niet geplaatst |
| Juan Liu Wang Huijing Lily Zhang | team      | n.v.t.               | n.v.t.               | n.v.t.               | n.v.t.               | Chinees Taipei V 0 - 3 | niet geplaatst       | niet geplaatst       | niet geplaatst       | niet geplaatst |

### Tennis
Mannen
| atlete                          | onderdeel  | eerste ronde                | tweede ronde                                     | derde ronde                               | kwartfinale                     | halve finale              | finale / BM                     | finale / BM    |
| atlete                          | onderdeel  | tegenstander uitslag        | tegenstander uitslag                             | tegenstander uitslag                      | tegenstander uitslag            | tegenstander uitslag      | tegenstander uitslag            | rang           |
| ------------------------------- | ---------- | --------------------------- | ------------------------------------------------ | ----------------------------------------- | ------------------------------- | ------------------------- | ------------------------------- | -------------- |
| Marcos Giron                    | enkelspel  | Gombos W 7-6(7-4), 3-6, 6-2 | Nishikori V 6-7(5-7), 6-3, 1-6                   | niet geplaatst                            | niet geplaatst                  | niet geplaatst            | niet geplaatst                  | niet geplaatst |
| Tommy Paul                      | enkelspel  | Karatsev V 3-6, 2-6         | niet geplaatst                                   | niet geplaatst                            | niet geplaatst                  | niet geplaatst            | niet geplaatst                  | niet geplaatst |
| Tennys Sandgren                 | enkelspel  | Carreño V 5-7, 2-6          | niet geplaatst                                   | niet geplaatst                            | niet geplaatst                  | niet geplaatst            | niet geplaatst                  | niet geplaatst |
| Frances Tiafoe                  | enkelspel  | Kwon S-w W 6-3, 6-2         | Tsitsipás V 3-6, 4-6                             | niet geplaatst                            | niet geplaatst                  | niet geplaatst            | niet geplaatst                  | niet geplaatst |
| Austin Krajicek Tennys Sandgren | dubbelspel | n.v.t.                      | Peers / Purcell W 3-6, 7-6(7-5), [10-5]          | } Klein / Polášek W 6-7(2-7), 6-2, [10-5] | Sturff / Zverev W 6-3, 7-6(7-4) | Mektić / Pavić V 4-6, 4-6 | Daniell / Venus V 6-7(3-7), 2-6 | 4              |
| Rajeev Ram Frances Tiafoe       | dubbelspel | n.v.t.                      | Khachanov / Rublev W 6-7(3-7), 7-6(7-5), [12-10] | Čilić / Dodig V 3-6, 5-7                  | niet geplaatst                  | niet geplaatst            | niet geplaatst                  | niet geplaatst |

Vrouwen
| atlete                               | onderdeel  | eerste ronde                    | tweede ronde                        | derde ronde               | kwartfinale                          | halve finale         | finale / BM          | finale / BM    |
| atlete                               | onderdeel  | tegenstander uitslag            | tegenstander uitslag                | tegenstander uitslag      | tegenstander uitslag                 | tegenstander uitslag | tegenstander uitslag | rang           |
| ------------------------------------ | ---------- | ------------------------------- | ----------------------------------- | ------------------------- | ------------------------------------ | -------------------- | -------------------- | -------------- |
| Jennifer Brady                       | enkelspel  | Giorgi V 3-6, 2-6               | niet geplaatst                      | niet geplaatst            | niet geplaatst                       | niet geplaatst       | niet geplaatst       | niet geplaatst |
| Jessica Pegula                       | enkelspel  | Bencic V 3-6, 3-6               | niet geplaatst                      | niet geplaatst            | niet geplaatst                       | niet geplaatst       | niet geplaatst       | niet geplaatst |
| Alison Riske                         | enkelspel  | Buzărnescu V 7-6(7-0), 5-7, 4-6 | niet geplaatst                      | niet geplaatst            | niet geplaatst                       | niet geplaatst       | niet geplaatst       | niet geplaatst |
| Bethanie Mattek-Sands Jessica Pegula | dubbelspel | n.v.t.                          | Linette / Rosolska W 6-1, 6-3       | Cornet / Ferra W 6-1, 6-4 | Pigossi / Stefani V 6-1, 3-6, [6-10] | niet geplaatst       | niet geplaatst       | niet geplaatst |
| Nicole Melichar Alison Riske         | dubbelspel | n.v.t.                          | Errani / Paolini V 3-6, 7-5, [2-10] | niet geplaatst            | niet geplaatst                       | niet geplaatst       | niet geplaatst       | niet geplaatst |

Gemengd
| atlete                           | onderdeel  | eerste ronde                            | kwartfinale          | halve finale         | finale / BM          | finale / BM    |
| atlete                           | onderdeel  | tegenstander uitslag                    | tegenstander uitslag | tegenstander uitslag | tegenstander uitslag | rang           |
| -------------------------------- | ---------- | --------------------------------------- | -------------------- | -------------------- | -------------------- | -------------- |
| Bethanie Mattek-Sands Rajeev Ram | dubbelspel | Siegemund / Krawietz V 4-6, 7-5, [8-10] | niet geplaatst       | niet geplaatst       | niet geplaatst       | niet geplaatst |

### Triatlon
Individueel
| Atleet           | Evenement | Zwemmen(1.5 km) | Rang 1 | Fietsen (40 km) | Rang 2 | Lopen(10 km) | Totaal Tijd | Ranking |
| ---------------- | --------- | --------------- | ------ | --------------- | ------ | ------------ | ----------- | ------- |
| Kevin McDowell   | Mannen    | 18.29           |        | 55.56           |        | 30.24        | 1.45.54     | 6       |
| Morgan Pearson   | Mannen    | 18.02           |        | 58.17           |        | 34.32        | 1.52.05     | 42      |
| Taylor Knibb     | Vrouwen   | 19.52           |        | 1.04.42         |        | 35.06        | 2.00.59     | 16      |
| Summer Rappaport | Vrouwen   | 18.29           |        | 1.03.58         |        | 36.35        | 2.00.19     | 14      |
| Katie Zaferes    | Vrouwen   | 18.28           |        | 1.02.51         |        | 34.27        | 1.57.03     | Brons   |

Gemengd
| Atleet         | Evenement   | Zwemmen (250 m) | Rang 1 | Fietsen (7 km) | Rang 2 | Lopen (1.5 km) | Totaal Groeps tijd | Ranking |
| -------------- | ----------- | --------------- | ------ | -------------- | ------ | -------------- | ------------------ | ------- |
| Taylor Knibb   | Mixed relay | 4.37            |        | 10.01          |        | 6.17           | 1.23.55            | Zilver  |
| Kevin McDowell | Mixed relay | 4.02            |        | 9.35           |        | 5.32           | 1.23.55            | Zilver  |
| Morgan Pearson | Mixed relay | 4.04            |        | 9.38           |        | 5.33           | 1.23.55            | Zilver  |
| Katie Zaferes  | Mixed relay | 3.45            |        | 10.12          |        | 6.09           | 1.23.55            | Zilver  |

### Voetbal
Vrouwen
| Atleten | Discipline | Resultaat | Prestatie |
| --- | ---------- | --------- | --------- |
| Alyssa Naeher Crystal Dunn Sam Mewis Becky Sauerbrunn Kelley O'Hara Kristie Mewis Tobin Heath Julie Ertz Lindsey Horan Carli Lloyd Christen Press Tierna Davidson Alex Morgan Emily Sonnett Megan Rapinoe Rose Lavelle Abby Dahlkemper Adrianna Franch Catarina Macario Casey Krueger Lynn Williams Jane Campbell | vrouwen    | Brons     | zie onder |

| Groep |                  |             |             |             |             |            |            |            |        |
| #     | Land             | Wedstrijden | Wedstrijden | Wedstrijden | Wedstrijden | Doelpunten | Doelpunten | Doelpunten | Punten |
| #     | Land             | G           | W           | G           | V           | V          | T          | Saldo      | Punten |
| 1     | Zweden           | 3           | 3           | 0           | 0           | 9          | 2          | +7         | 9      |
| 2     | Verenigde Staten | 3           | 1           | 1           | 1           | 6          | 4          | +2         | 4      |
| 3     | Australië        | 3           | 1           | 1           | 1           | 4          | 5          | -1         | 4      |
| 4     | Nieuw-Zeeland    | 3           | 0           | 0           | 3           | 2          | 10         | -8         | 0      |

| Ronde          | Datum           | Lokale tijd | MEZT             | Land             | Score            | Land             |  |
| -------------- | --------------- | ----------- | ---------------- | ---------------- | ---------------- | ---------------- |  |
| groepsfase     |                 |             |                  |                  |                  |                  |  |
| 21 juli 2021   | 17:30           | 10:30       | Zweden           | 3 - 0            | Verenigde Staten |                  |  |
| 24 juli 2021   | 20:30           | 13:30       | Nieuw-Zeeland    | 1 - 6            | Verenigde Staten |                  |  |
| 27 juli 2021   | 17:00           | 10:00       | Verenigde Staten | 0 - 0            | Australië        |                  |  |
|                |                 |             |                  |                  |                  |                  |  |
| kwartfinale    | 30 juli 2021    | 20:00       | 11:00            | Nederland        | 2 - 2 2 - 4      | Verenigde Staten |  |
|                |                 |             |                  |                  |                  |                  |  |
| halve finale   | 2 augustus 2021 | 17:00       | 10:00            | Verenigde Staten | 0 - 1            | Verenigde Staten |  |
|                |                 |             |                  |                  |                  |                  |  |
| bronzen finale | 5 augustus 2021 | 17:00       | 10:00            | Australië        | 3 - 4            | Verenigde Staten |  |

### Volleybal

#### Beachvolleybal
Mannen
| atleten                     | onderdeel | eerste ronde | eerste ronde | achtste finale                          | kwartfinale          | halve finale         | finale / BM          | finale / BM    |
| atleten                     | onderdeel | tegenstander uitslag                                                                                                   | stand        | tegenstander uitslag                    | tegenstander uitslag | tegenstander uitslag | tegenstander uitslag | rang           |
| --------------------------- | --------- | --- | ------------ | --------------------------------------- | -------------------- | -------------------- | -------------------- | -------------- |
| Tri Bourne Jake Gibb        | mannen    | Carambula – Rossi W 21–18, 21–19 Gerson – Heidrich W 21-19, 23-21 Tijan – Younousse V 18-21, 17-21                     | 2 Q          | Thole – Wickler V 21-17, 15-21, 11-15   | niet geplaatst       | niet geplaatst       | niet geplaatst       | niet geplaatst |
| Phil Dalhausser Nick Lucena | mannen    | Brouwer - Meeuwsen V 17-21, 18-21 Cerutti - Morais Filho W 24-22, 19-21, 15-13 Azaad - Capogrosso W 21-19, 18-21, 15-6 | 3 Q          | Tijan – Younousse V 21-14, 19-21, 11-15 | niet geplaatst       | niet geplaatst       | niet geplaatst       | niet geplaatst |

Vrouwen
| atleten                   | onderdeel | eerste ronde | eerste ronde | tussenronde          | achtste finale                            | kwartfinale                    | halve finale                          | finale / BM                               | finale / BM    |
| atleten                   | onderdeel | tegenstander uitslag | stand        | tegenstander uitslag | tegenstander uitslag                      | tegenstander uitslag           | tegenstander uitslag                  | tegenstander uitslag                      | rang           |
| ------------------------- | --------- | --- | ------------ | -------------------- | ----------------------------------------- | ------------------------------ | ------------------------------------- | ----------------------------------------- | -------------- |
| Kelly Claes Sarah Sponcil | vrouwen   | Graudina – Kravčenoka W 21–13, 16–21, 15-11 Khadambi – Makokha W 21-13, 16-21, 15-11 Rebecca – Ana Patrícia W 17-21, 21-19, 15-11 | 1 Q          | bye                  | Bansley - Wilkerson V 24-22, 18-21, 13-15 | niet geplaatst                 | niet geplaatst                        | niet geplaatst                            | niet geplaatst |
| Alix Klineman April Ross  | vrouwen   | Wang – Xue W 21-17, 21-19 Baquerizo – Fernández W 21-13, 21-16 Keizer – Meppelink W 20-22, 21-17, 15-5                            | 1 Q          | bye                  | Martínez - Echevarría W 21-17, 21-15      | Kozuch - Ludwig W 21-19, 21-19 | Hiedrich - Vergé-Dépré W 21-12, 21-11 | Artacho del Solar - Clancy W 21-15, 21-16 | Goud           |

#### Zaalvolleybal
Mannen
| Atleten | Discipline | Resultaat | Prestatie |
| --- | ---------- | --------- | --------- |
| Matt Anderson Taylor Sander Kyle Ensing Mitch Stahl Kawika Shoji TJ DeFalco Micah Christenson Maxwell Holt Thomas Jaeschke Garrett Muagututia David Smith Erik Shoji | zaal       | 9         | zie onder |

| # | Ploeg            | Punten | Wedstrijden | Wedstrijden | Wedstrijden | Sets | Sets | Sets  |
| # | Ploeg            | Punten | G           | W           | V           | W    | V    | Ratio |
| - | ---------------- | ------ | ----------- | ----------- | ----------- | ---- | ---- | ----- |
| 1 | Russische ploeg  | 12     | 5           | 4           | 1           | 13   | 5    | +8    |
| 2 | Brazilië         | 10     | 5           | 4           | 1           | 12   | 8    | +4    |
| 3 | Argentinië       | 8      | 5           | 3           | 2           | 12   | 10   | +2    |
| 4 | Frankrijk        | 8      | 5           | 2           | 3           | 10   | 10   | 0     |
| 5 | Verenigde Staten | 6      | 5           | 2           | 3           | 8    | 10   | -2    |
| 6 | Tunesië          | 1      | 5           | 0           | 5           | 3    | 15   | -12   |

| Ronde           | Datum          | Lokale tijd    | MEZT             | Land           | Score            | Land           |
| --------------- | -------------- | -------------- | ---------------- | -------------- | ---------------- | -------------- |
| Groepsfase      |                |                |                  |                |                  |                |
| 24 juli 2021    | 23:00          | 16:00          | Verenigde Staten | 3 - 0          | Frankrijk        |                |
| 26 juli 2021    | 11:05          | 03:05          | Verenigde Staten | 1 - 3          | Russische ploeg  |                |
| 28 juli 2021    | 11:05          | 03:05          | Verenigde Staten | 3 - 1          | Tunesië          |                |
| 30 juli 2021    | 11:05          | 03:05          | Brazilië         | 3 - 1          | Verenigde Staten |                |
| 1 augustus 2021 | 23:00          | 16:00          | Verenigde Staten | 0 - 3          | Argentinië       |                |
|                 |                |                |                  |                |                  |                |
| Kwartfinale     | niet geplaatst | niet geplaatst | niet geplaatst   | niet geplaatst | niet geplaatst   | niet geplaatst |
|                 |                |                |                  |                |                  |                |
| Halve finale    | niet geplaatst | niet geplaatst | niet geplaatst   | niet geplaatst | niet geplaatst   | niet geplaatst |
|                 |                |                |                  |                |                  |                |
| Finale          | niet geplaatst | niet geplaatst | niet geplaatst   | niet geplaatst | niet geplaatst   | niet geplaatst |

Vrouwen
| Atleten | Discipline | Resultaat | Prestatie |
| --- | ---------- | --------- | --------- |
| Micha Hancock Jordyn Poulter Justine Wong-Orantes Jordan Larson Annie Drews Jordan Thompson Michelle Bartsch-Hackley Kim Hill Foluke Akinradewo Haleigh Washington Kelsey Robinson Chiaka Ogbogu | zaal       | Goud      | zie onder |

| # | Ploeg            | Punten | Wedstrijden | Wedstrijden | Wedstrijden | Sets | Sets | Sets  |
| # | Ploeg            | Punten | G           | W           | V           | W    | V    | Ratio |
| - | ---------------- | ------ | ----------- | ----------- | ----------- | ---- | ---- | ----- |
| 1 | Verenigde Staten | 10     | 5           | 4           | 1           | 12   | 7    | +5    |
| 2 | Italië           | 10     | 5           | 3           | 2           | 11   | 7    | +4    |
| 3 | Turkije          | 9      | 5           | 3           | 2           | 12   | 8    | +4    |
| 4 | Servië           | 9      | 5           | 3           | 2           | 11   | 8    | +3    |
| 5 | China            | 7      | 5           | 2           | 3           | 8    | 9    | -1    |
| 6 | Argentinië       | 0      | 5           | 0           | 5           | 0    | 15   | -15   |

| Ronde           | Datum           | Lokale tijd | MEZT             | Land                   | Score            | Land             |
| --------------- | --------------- | ----------- | ---------------- | ---------------------- | ---------------- | ---------------- |
| Groepsfase      |                 |             |                  |                        |                  |                  |
| 25 juli 2021    | 11:05           | 04:05       | Verenigde Staten | 3 - 0                  | Argentinië       |                  |
| 27 juli 2021    | 11:05           | 04:05       | China            | 0 - 3                  | Verenigde Staten |                  |
| 29 juli 2021    | 21:45           | 14:25       | Verenigde Staten | 3 - 2                  | Turkije          |                  |
| 31 juli 2021    | 11:05           | 04:05       | Verenigde Staten | 0 - 3                  | Russische ploeg  |                  |
| 2 augustus 2021 | 11:05           | 04:05       | Verenigde Staten | 3 - 2                  | Italië           |                  |
| Kwartfinale     | 4 augustus 2021 | 13:00       | 06:00            | Dominicaanse Republiek | 0 - 3            | Verenigde Staten |
| Halve finale    | 6 augustus 2021 | 13:00       | 06:00            | Servië                 | 0 - 3            | Verenigde Staten |
| Finale          | 8 augustus 2021 | 13:30       | 06:30            | Brazilië               | 0 - 3            | Verenigde Staten |

### Waterpolo
Mannen
| Atleten | Onderdeel | Resultaat | Prestatie |
| --- | --------- | --------- | --------- |
| Alex Wolf Johnny Hooper Marko Vavic Alex Obert Hannes Daube Luca Cupido Ben Hallock Dylan Woodhead Alex Bowen Ben Stevenson Jesse Smith Max Irving Drew Holland | mannen    | 6         | zie onder |

| Groep |                  |             |             |             |            |            |            |            |        |
| #     | Land             | Wedstrijden | Wedstrijden | Wedstrijden | Doelpunten | Doelpunten | Doelpunten | Doelpunten | Punten |
| #     | Land             | G           | W           | G           | V          | V          | T          | Saldo      | Punten |
| 1     | Griekenland      | 5           | 4           | 1           | 0          | 68         | 34         | +34        | 9      |
| 2     | Italië           | 5           | 3           | 2           | 0          | 60         | 32         | +28        | 8      |
| 3     | Hongarije        | 5           | 3           | 1           | 1          | 64         | 35         | +29        | 7      |
| 4     | Verenigde Staten | 5           | 2           | 0           | 3          | 59         | 53         | +6         | 4      |
| 5     | Japan            | 5           | 1           | 0           | 4          | 65         | 66         | -1         | 2      |
| 6     | Zuid-Afrika      | 5           | 0           | 0           | 5          | 20         | 116        | -96        | 0      |

| Ronde                 | Datum           | Lokale tijd | MEZT             | Land             | Score            | Land             |  |
| --------------------- | --------------- | ----------- | ---------------- | ---------------- | ---------------- | ---------------- |  |
| groepsfase            |                 |             |                  |                  |                  |                  |  |
| 25 juli 2021          | 14:00           | 07:00       | Verenigde Staten | 15 - 13          | Japan            |                  |  |
| 27 juli 2021          | 10:00           | 03:00       | Zuid-Afrika      | 3 - 20           | Verenigde Staten |                  |  |
| 29 juli 2021          | 14:00           | 07:00       | Verenigde Staten | 11 - 12          | Italië           |                  |  |
| 31 juli 2021          | 14:00           | 07:00       | Verenigde Staten | 8 - 11           | Hongarije        |                  |  |
| 2 augustus 2021       | 11:30           | 04:30       | Griekenland      | 14 - 5           | Verenigde Staten |                  |  |
|                       |                 |             |                  |                  |                  |                  |  |
| kwartfinale           | 4 augustus 2021 | 14:00       | 07:00            | Verenigde Staten | 8 - 12           | Spanje           |  |
|                       |                 |             |                  |                  |                  |                  |  |
| Plaatsing 5 tot 8     | 6 augustus 2021 | 18:20       | 11:20            | Italië           | 6 - 7            | Verenigde Staten |  |
|                       |                 |             |                  |                  |                  |                  |  |
| Wedstrijd om plaats 5 | 8 augustus 2021 | 11:00       | 04:00            | Kroatië          | 14 - 11          | Verenigde Staten |  |

Vrouwen
| Atleten | Onderdeel | Resultaat | Prestatie |
| --- | --------- | --------- | --------- |
| Ashleigh Johnson Maddie Musselman Melissa Seidemann Rachel Fattal Paige Hauschild Maggie Steffens Stephania Haralabidis Jamie Neushul Aria Fischer Kaleigh Gilchrist Makenzie Fischer Alys Williams Amanda Longan | vrouwen   | Goud      | zie onder |

| Groep |                  |             |             |             |            |            |            |            |        |
| #     | Land             | Wedstrijden | Wedstrijden | Wedstrijden | Doelpunten | Doelpunten | Doelpunten | Doelpunten | Punten |
| #     | Land             | G           | W           | G           | V          | V          | T          | Saldo      | Punten |
| 1     | Verenigde Staten | 4           | 3           | 0           | 1          | 64         | 26         | +38        | 6      |
| 2     | Hongarije        | 4           | 2           | 1           | 1          | 46         | 43         | +3         | 5      |
| 3     | Russische ploeg  | 4           | 2           | 1           | 1          | 53         | 61         | -8         | 5      |
| 4     | China            | 4           | 2           | 0           | 2          | 51         | 50         | +1         | 4      |
| 5     | Japan            | 4           | 0           | 0           | 4          | 44         | 78         | -34        | 0      |

| Ronde        | Datum           | Lokale tijd | MEZT             | Land            | Score            | Land             |  |
| ------------ | --------------- | ----------- | ---------------- | --------------- | ---------------- | ---------------- |  |
| groepsfase   |                 |             |                  |                 |                  |                  |  |
| 24 juli 2021 | 14:00           | 07:00       | Verenigde Staten | 25 - 4          | Japan            |                  |  |
| 26 juli 2021 | 14:00           | 07:00       | Verenigde Staten | 12 - 7          | China            |                  |  |
| 28 juli 2021 | 14:00           | 07:00       | Hongarije        | 10 - 9          | Verenigde Staten |                  |  |
| 30 juli 2021 | 15:30           | 08:30       | Verenigde Staten | 18 - 5          | Russische ploeg  |                  |  |
|              |                 |             |                  |                 |                  |                  |  |
| kwartfinale  | 3 augustus 2021 | 14:00       | 07:00            | Canada          | 5 - 16           | Verenigde Staten |  |
|              |                 |             |                  |                 |                  |                  |  |
| halve finale | 5 augustus 2021 | 15:30       | 08:30            | Russische ploeg | 11 - 15          | Verenigde Staten |  |
|              |                 |             |                  |                 |                  |                  |  |
| finale       | 7 augustus 2021 | 16:30       | 09:30            | Spanje          | 5 - 14           | Verenigde Staten |  |

### Wielersport

#### Baanwielrennen
Mannen
Koppelkoers
| atleet                       | onderdeel   | rondespunten | sprinterspunten | totaal | rang |
| ---------------------------- | ----------- | ------------ | --------------- | ------ | ---- |
| Adrian Hegyvary Gavin Hoover | koppelkoers | DNF          | DNF             | DNF    | DNF  |

Omnium
| atleet       | onderdeel | scratchrace | scratchrace | temporace | temporace | afvalrace | afvalrace | puntenrace | puntenrace | totaal punten | rang |
| atleet       | onderdeel | rang        | punten      | rang      | punten    | rang      | punten    | rang       | punten     | totaal punten | rang |
| ------------ | --------- | ----------- | ----------- | --------- | --------- | --------- | --------- | ---------- | ---------- | ------------- | ---- |
| Gavin Hoover | omnium    | 10          | 22          | 5         | 32        | 11        | 20        |            | 25         | 99            | 8    |

Vrouwen
Sprint
| atlete        | onderdeel | kwalificaties | kwalificaties | ronde 1              | herkansing 1                       | ronde 2              | herkansing 2         | ronde 3              | herkansing 3         | kwartfinale          | halve finale         | finale               | finale         |
| atlete        | onderdeel | tijd          | rang          | tegenstander uitslag | tegenstander uitslag               | tegenstander uitslag | tegenstander uitslag | tegenstander uitslag | tegenstander uitslag | tegenstander uitslag | tegenstander uitslag | tegenstander uitslag | rang           |
| ------------- | --------- | ------------- | ------------- | -------------------- | ---------------------------------- | -------------------- | -------------------- | -------------------- | -------------------- | -------------------- | -------------------- | -------------------- | -------------- |
| Madalyn Godby | sprint    | 10,869        | 20 Q          | Genest V +0,121      | Hyejin Lee Darja Sjmeleva W 11,372 | Friedrich V +0,391   | Lee Wai Sze V +0,168 | niet geplaatst       | niet geplaatst       | niet geplaatst       | niet geplaatst       | niet geplaatst       | niet geplaatst |

Keirin
| atleet        | onderdeel | ronde 1 | herkansing | kwartfinale | halve finale   | finale         |
| atleet        | onderdeel | rang    | rang       | rang        | rang           | rang           |
| ------------- | --------- | ------- | ---------- | ----------- | -------------- | -------------- |
| Madalyn Godby | keirin    | 2 Q     | n.v.t.     | 5           | niet geplaatst | niet geplaatst |

Koppelkoers
| atlete                         | onderdeel   | rondespunten | sprinterspunten | totaal | rang |
| ------------------------------ | ----------- | ------------ | --------------- | ------ | ---- |
| Megan Jastrab Jennifer Valente | koppelkoers | 0            | 1               | 1      | 9    |

Ploegenachtervolging
| atlete                                                               | onderdeel            | kwalificatie | kwalificatie | halve finale         | halve finale | finale BM            | finale BM |
| atlete                                                               | onderdeel            | tijd         | rang         | tegenstander uitslag | rang         | tegenstander uitslag | rang      |
| -------------------------------------------------------------------- | -------------------- | ------------ | ------------ | -------------------- | ------------ | -------------------- | --------- |
| Jennifer Valente Chloé Dygert Emma White Lily Williams Megan Jastrab | ploegenachtervolging | 4:10,118     | 3 Q          | V 4:07,562           | 3 FB         | W 4:08,040           | Brons     |

Omnium
| atlete           | onderdeel | scratchrace | scratchrace | temporace | temporace | afvalrace | afvalrace | puntenrace | puntenrace | totaal punten | rang |
| atlete           | onderdeel | rang        | punten      | rang      | punten    | rang      | punten    | rang       | punten     | totaal punten | rang |
| ---------------- | --------- | ----------- | ----------- | --------- | --------- | --------- | --------- | ---------- | ---------- | ------------- | ---- |
| Jennifer Valente | omnium    | 1           | 40          | 3         | 36        | 4         | 34        |            | 14         | 124           | Goud |

#### BMX
Mannen
Freestyle
| atleet        | onderdeel | plaatsingsronde | plaatsingsronde | finale | finale |
| atleet        | onderdeel | score           | rang            | score  | rang   |
| ------------- | --------- | --------------- | --------------- | ------ | ------ |
| Justin Dowell | freestyle | 75,20           | 8               | 44,60  | 8      |
| Nick Bruce    | freestyle | 3,80            | 9               | 24,60  | 9      |

Race
| atleet         | onderdeel | kwartfinale | kwartfinale | halve finale | halve finale | finale         | finale         |
| atleet         | onderdeel | punten      | rang        | punten       | rang         | uitslag        | rang           |
| -------------- | --------- | ----------- | ----------- | ------------ | ------------ | -------------- | -------------- |
| Connor Fields  | race      | 4           | 1 Q         | 12           | 4 Q          | DNS            | 8              |
| Corben Sharrah | race      | 11          | 4 Q         | 22           | 8            | niet geplaatst | niet geplaatst |

Vrouwen
Freestyle
| atlete         | onderdeel | plaatsingsronde | plaatsingsronde | finale | finale |
| atlete         | onderdeel | score           | rang            | score  | rang   |
| -------------- | --------- | --------------- | --------------- | ------ | ------ |
| Hannah Roberts | freestyle | 87,70           | 1               | 96,10  | Zilver |
| Perris Benegas | freestyle | 86,50           | 2               | 88,50  | 4      |

Race
| atlete           | onderdeel | kwartfinale | kwartfinale | halve finale   | halve finale   | finale         | finale         |
| atlete           | onderdeel | punten      | rang        | punten         | rang           | uitslag        | rang           |
| ---------------- | --------- | ----------- | ----------- | -------------- | -------------- | -------------- | -------------- |
| Felicia Stancil  | race      | 5           | 2 Q         | 7              | 1 Q            | 45,131         | 4              |
| Alise Willoughby | race      | 3           | 1 Q         | 18             | 8              | niet geplaatst | niet geplaatst |
| Payton Ridenour  | race      | 13          | 5           | niet geplaatst | niet geplaatst | niet geplaatst | niet geplaatst |

#### Mountainbiken
Mannen
| atleet              | onderdeel    | tijd          | rang |
| ------------------- | ------------ | ------------- | ---- |
| Christopher Blevins | mountainbike | 1:28:13 +2:59 | 14   |

Vrouwen
| atlete        | onderdeel    | tijd          | rang |
| ------------- | ------------ | ------------- | ---- |
| Haley Batten  | mountainbike | 1:20:13 +4:27 | 9    |
| Kate Courtney | mountainbike | 1:22:19 +6:33 | 15   |
| Erin Huck     | mountainbike | - 1 Ronde     | 31   |

#### Wegwielrennen
Mannen
| atleet          | onderdeel    | tijd       | rang |
| --------------- | ------------ | ---------- | ---- |
| Brandon McNulty | wegwedstrijd | 6:06:33    | 6    |
| Brandon McNulty | tijdrit      | 59:57,73   | 24   |
| Lawson Craddock | wegwedstrijd | 6:21:46    | 80   |
| Lawson Craddock | tijdrit      | 1:03:52,99 | 34   |

### Worstelen

#### Grieks-Romeins
Mannen
| atleet           | onderdeel | eerste ronde         | kwartfinale          | halve finale         | herkansing           | finale / BM          | finale / BM |
| atleet           | onderdeel | tegenstander uitslag | tegenstander uitslag | tegenstander uitslag | tegenstander uitslag | tegenstander uitslag | rang        |
| ---------------- | --------- | -------------------- | -------------------- | -------------------- | -------------------- | -------------------- | ----------- |
| Ildar Hafizov    | −60 kg    | Orta V 0 - 3         | niet geplaatst       | niet geplaatst       | Emelin V 1 - 3       | niet geplaatst       | 12          |
| Alejandro Sancho | −67 kg    | Surkov V 1 - 3       | niet geplaatst       | niet geplaatst       | niet geplaatst       | niet geplaatst       | 10          |
| John Stefanowicz | −87 kg    | Huklek V 1 - 3       | niet geplaatst       | niet geplaatst       | niet geplaatst       | niet geplaatst       | 12          |
| G'Angelo Hancock | −97 kg    | Kadžaja W 3 - 1      | Michalik V 1 - 3     | niet geplaatst       | niet geplaatst       | niet geplaatst       | 7           |

#### Vrije stijl
Mannen
| atleet         | onderdeel | eerste ronde         | kwartfinale            | halve finale         | herkansing           | finale / BM          | finale / BM |
| atleet         | onderdeel | tegenstander uitslag | tegenstander uitslag   | tegenstander uitslag | tegenstander uitslag | tegenstander uitslag | rang        |
| -------------- | --------- | -------------------- | ---------------------- | -------------------- | -------------------- | -------------------- | ----------- |
| Thomas Gilman  | −57 kg    | Uguev V 1 - 3        | niet geplaatst         | niet geplaatst       | Abdullaev W 4 - 1    | Atri W 3 - 1         | Brons       |
| Kyle Dake      | −74 kg    | Hosseinkhani W 3 - 0 | Kadzimahamedau V 0 - 4 | niet geplaatst       | Gazón W 4 - 0        | Chamizo W 3 - 0      | Brons       |
| David Taylor   | −86 kg    | Shabanau W 4 - 0     | Amine W 4 - 1          | Punia W 4 - 0        | bye                  | Yazdani W 3 - 1      | Goud        |
| Kyle Snyder    | −97 kg    | Steen W 4 - 1        | Conyedo W 3 - 0        | Karadeniz W 3 - 0    | bye                  | Sadulaev V 1 - 3     | Zilver      |
| Gable Steveson | −125 kg   | Lazarev W 4 - 0      | Akgül W 3 - 0          | Lkhagvagerel W 3 - 0 | bye                  | Petriashvili W 3 - 1 | Goud        |

Vrouwen
| atlete              | onderdeel | eerste ronde           | kwartfinale          | halve finale         | herkansing           | finale / BM           | finale / BM |
| atlete              | onderdeel | tegenstander uitslag   | tegenstander uitslag | tegenstander uitslag | tegenstander uitslag | tegenstander uitslag  | rang        |
| ------------------- | --------- | ---------------------- | -------------------- | -------------------- | -------------------- | --------------------- | ----------- |
| Sarah Hildebrandt   | −50 kg    | Demirhan W 4 - 0       | Selishka W 4 - 1     | Sun Y V 1 - 3        | bye                  | Livach W 4 - 1        | Brons       |
| Jacarra Winchester  | −53 kg    | Khoroshavtseva W 3 - 1 | Pang Q V 1 - 3       | niet geplaatst       | Hérin W 3 - 0        | Kaladzinskaya V 0 - 5 | 5           |
| Helen Maroulis      | −57 kg    | Rong N W 3 - 1         | Kit W 3 - 0          | Kawai V 1 - 3        | bye                  | Boldsaikhan W 4 - 0   | Brons       |
| Kayla Miracle       | −62 kg    | Long J V 1 - 3         | niet geplaatst       | niet geplaatst       | niet geplaatst       | niet geplaatst        | 12          |
| Tamyra Mensah Stock | −68 kg    | Dosho W 4 - 0          | Zhou F W 4 - 0       | Cherkasova W 3 - 1   | bye                  | Oburududu W 3 - 1     | Goud        |
| Adeline Gray        | −76 kg    | Sghaier W 5 - 0        | Adar W 3 - 1         | Medet Kyzy W 3 - 1   | bye                  | Rotter-Focken V 1 - 3 | Zilver      |

### Zeilen
Mannen
| atleet                    | onderdeel | race | race | race | race | race | race | race | race | race | race | race   | race   | race           | netto punten | eindnotering |
| atleet                    | onderdeel | 1    | 2    | 3    | 4    | 5    | 6    | 7    | 8    | 9    | 10   | 11     | 12     | M              | netto punten | eindnotering |
| ------------------------- | --------- | ---- | ---- | ---- | ---- | ---- | ---- | ---- | ---- | ---- | ---- | ------ | ------ | -------------- | ------------ | ------------ |
| Pedro Pascual             | RS:X      | 6    | 12   | 7    | 9    | 4    | 13   | 7    | 5    | 14   | 14   | 16     | 7      | 12             | 110          | 9            |
| Charlie Buckingham        | Laser     | 9    | 22   | 18   | 5    | 26   | 9    | 3    | 2    | 16   | 23   | n.v.t. | n.v.t. | niet geplaatst | 107          | 13           |
| Caleb Paine               | Finn      | 6    | 11   | 12   | 15   | 14   | 4    | 8    | 10   | 12   | 17   | n.v.t. | n.v.t. | niet geplaatst | 92           | 13           |
| Stuart McNay David Hughes | 470       | 8    | 12   | 9    | 10   | 8    | 8    | 7    | 9    | 8    | 11   | n.v.t. | n.v.t. | 8              | 86           | 9            |

Vrouwen
| atleet                          | onderdeel    | race | race   | race | race | race | race   | race | race | race   | race | race   | race   | race           | netto punten | eindnotering |
| atleet                          | onderdeel    | 1    | 2      | 3    | 4    | 5    | 6      | 7    | 8    | 9      | 10   | 11     | 12     | M              | netto punten | eindnotering |
| ------------------------------- | ------------ | ---- | ------ | ---- | ---- | ---- | ------ | ---- | ---- | ------ | ---- | ------ | ------ | -------------- | ------------ | ------------ |
| Farrah Hall                     | RS:X         | 21   | 21     | 7    | 12   | 18   | 18     | 16   | 15   | 8      | 16   | 16     | 16     | niet geplaatst | 163          | 15           |
| Paige Railey                    | Laser Radial | 40   | 45 UFD | 25   | 36   | 25   | 45 UFD | 27   | 17   | 34     | 39   | n.v.t. | n.v.t. | niet geplaatst | 288          | 37           |
| Nikki Barnes Lara Dallman-Weiss | 470          | 13   | 6      | 15   | 13   | 6    | 5      | 19   | 2    | 22 UFD | 19   | n.v.t. | n.v.t. | niet geplaatst | 98           | 12           |
| Stephanie Roble Maggie Shea     | 49er FX      | 3    | 2      | 14   | 7    | 9    | 16     | 5    | 8    | 12     | 14   | DNE    | 5      | niet geplaatst | 101          | 11           |

Gemengd
| atleet                | onderdeel | race | race | race | race | race | race | race | race | race | race | race | race | race | netto punten | eindnotering |
| atleet                | onderdeel | 1    | 2    | 3    | 4    | 5    | 6    | 7    | 8    | 9    | 10   | 11   | 12   | M    | netto punten | eindnotering |
| --------------------- | --------- | ---- | ---- | ---- | ---- | ---- | ---- | ---- | ---- | ---- | ---- | ---- | ---- | ---- | ------------ | ------------ |
| Riley Gibbs Anna Weis | Nacra 17  | 9    | 7    | 12   | 6    | 11   | 13   | 9    | 12   | 5    | 13   | 4    | 5    | 6    | 99           | 9            |

### Zwemmen
Mannen
| atleet | onderdeel          | series   | series | halve finale   | halve finale   | finale         | finale         |
| atleet | onderdeel          | tijd     | rang   | tijd           | rang           | tijd           | rang           |
| --- | ------------------ | -------- | ------ | -------------- | -------------- | -------------- | -------------- |
| Michael Andrew | 50 m vrije slag    | 21,89    | 11 Q   | 21,67          | 5 Q            | 21,60          | 4              |
| Michael Andrew | 100 m schoolslag   | 58,62    | 3 Q    | 58,99          | 5 Q            | 58,84          | 4              |
| Michael Andrew | 200 m wisselslag   | 1.56,40  | 1 Q    | 1.57,08        | 4 Q            | 1.57,31        | 5              |
| Caeleb Dressel | 50 m vrije slag    | 21,32    | 1 Q    | 21,42          | 1 Q            | 21,07 OR       | Goud           |
| Caeleb Dressel | 100 m vlinderslag  | 50,39    | 1 Q    | 49,71 OR       | 1 Q            | 49,45 WR       | Goud           |
| Caeleb Dressel | 100 m vrije slag   | 47,73    | 2 Q    | 47,23          | 2 Q            | 47,02 OR       | Goud           |
| Zach Apple | 100 m vrije slag   | 48,16    | 11 Q   | 48,04          | 11             | niet geplaatst | niet geplaatst |
| Townley Haas | 200 m vrije slag   | 1.45,86  | 10 Q   | 1.46,07        | 12             | niet geplaatst | niet geplaatst |
| Kieran Smith | 200 m vrije slag   | 1.46,20  | 13 Q   | 1.45,07        | 2 Q            | 1.45,12        | 6              |
| Kieran Smith | 400 m vrije slag   | 3.45,25  | 6 Q    | n.v.t.         | n.v.t.         | 3.43,49        | Brons          |
| Jake Mitchell | 400 m vrije slag   | 3.45,38  | 7 Q    | n.v.t.         | n.v.t.         | 3.45,39        | 8              |
| Michael Brinegar                                                                                                  | 800 m vrije slag   | 7.53,00  | 17     | n.v.t.         | n.v.t.         | niet geplaatst | niet geplaatst |
| Michael Brinegar                                                                                                  | 1500 m vrije slag  | 15.04,67 | 17     | n.v.t.         | n.v.t.         | niet geplaatst | niet geplaatst |
| Robert Finke | 800 m vrije slag   | 7.42,72  | 3 Q    | n.v.t.         | n.v.t.         | 7.41,87        | Goud           |
| Robert Finke | 1500 m vrije slag  | 14.47,20 | 2 Q    | n.v.t.         | n.v.t.         | 14.39,65       | Goud           |
| Hunter Armstrong                                                                                                  | 100 m rugslag      | 53,77    | 15 Q   | 53,21          | 9              | niet geplaatst | niet geplaatst |
| Ryan Murphy | 100 m rugslag      | 53,22    | 7 Q    | 52,24          | 1 Q            | 52,19          | Brons          |
| Ryan Murphy | 200 m rugslag      | 1.56,92  | 7 Q    | 1.55,38        | 3 Q            | 1.54,15        | Zilver         |
| Bryce Mefford | 200 m rugslag      | 1.56,37  | 3 Q    | 1.56,37        | 6 Q            | 1.55,49        | 4              |
| Andrew Wilson | 100 m schoolslag   | 59,03    | 7 Q    | 59,18          | 8 Q            | 58,99          | 6              |
| Andrew Wilson | 200 m schoolslag   | 2.09,97  | 17     | niet geplaatst | niet geplaatst | niet geplaatst | niet geplaatst |
| Nic Fink | 200 m schoolslag   | 2.08,48  | 4 Q    | 2.08,00        | 4 Q            | 2.07,93        | 5              |
| Thomas Shields | 100 m vlinderslag  | 51,57    | 12 Q   | 51,99          | 15             | niet geplaatst | niet geplaatst |
| Gunnar Bentz | 200 m vlinderslag  | 1.55,46  | 11 Q   | 1.55,28        | 6 Q            | 1.55,46        | 7              |
| Zach Harting | 200 m vlinderslag  | 1.54,92  | 4 Q    | 1.55,35        | 9              | niet geplaatst | niet geplaatst |
| Chase Kalisz | 200 m wisselslag   | 1.57,38  | 4 Q    | 1.58,03        | 12             | niet geplaatst | niet geplaatst |
| Chase Kalisz | 400 m wisselslag   | 4.09,65  | 3 Q    | n.v.t.         | n.v.t.         | 4.09,42        | Goud           |
| Jay Litherland | 400 m wisselslag   | 4.09,91  | 5 Q    | n.v.t.         | n.v.t.         | 4.10,28        | Zilver         |
| Jordan Wilimovsky                                                                                                 | 10 km open water   | n.v.t.   | n.v.t. | n.v.t.         | n.v.t.         | 1.51.40,2      | 10             |
| Zach Apple Bowe Becker Brooks Curry* Caeleb Dressel Blake Pieroni                                                 | 4x100 m vrije slag | 3.11,33  | 2 Q    | n.v.t.         | n.v.t.         | 3.08,97        | Goud           |
| Zach Apple Patrick Callan* Townley Haas Drew Kibler Andrew Seliskar* Kieran Smith Blake Pieroni*                  | 4x200 m vrije slag | 7.05,62  | 5 Q    | n.v.t.         | n.v.t.         | 7.02,43        | 4              |
| Michael Andrew Zach Apple Hunter Armstrong* Caeleb Dressel Ryan Murphy Blake Pieroni* Tom Shields* Andrew Wilson* | 4x100 m wisselslag | 3.32,29  | 7 Q    | n.v.t.         | n.v.t.         | 3.26,78 WR     | Goud           |

Vrouwen
| atlete                                                                                                   | onderdeel          | series      | series | halve finale | halve finale | finale         | finale         |
| atlete                                                                                                   | onderdeel          | tijd        | rang   | tijd         | rang         | tijd           | rang           |
| --- | ------------------ | ----------- | ------ | ------------ | ------------ | -------------- | -------------- |
| Simone Manuel                                                                                            | 50 m vrije slag    | 24,65       | 11 Q   | 24,63        | 11           | niet geplaatst | niet geplaatst |
| Abbey Weitzeil                                                                                           | 50 m vrije slag    | 24,37       | 7 Q    | 24,19        | 4 Q          | 24,41          | 8              |
| Abbey Weitzeil                                                                                           | 100 m vrije slag   | 53,21       | 11 Q   | 52,99        | 7 Q          | 53,23          | 8              |
| Erika Brown                                                                                              | 100 m vrije slag   | 53,87       | 18     | 53,58        | 13           | niet geplaatst | niet geplaatst |
| Allison Schmitt                                                                                          | 200 m vrije slag   | 1.57,10     | 12 Q   | 1.56,87      | 10           | niet geplaatst | niet geplaatst |
| Katie Ledecky                                                                                            | 200 m vrije slag   | 1.55,28     | 1 Q    | 1.55,34      | 3 Q          | 1.55,21        | 5              |
| Katie Ledecky                                                                                            | 400 m vrije slag   | 4.00,45     | 1 Q    | n.v.t.       | n.v.t.       | 3.57,36        | Zilver         |
| Katie Ledecky                                                                                            | 800 m vrije slag   | 8.15,67     | 1 Q    | n.v.t.       | n.v.t.       | 8.12,57        | Goud           |
| Katie Ledecky                                                                                            | 1500 m vrije slag  | 15.35,35 OR | 1 Q    | n.v.t.       | n.v.t.       | 15.37,34       | Goud           |
| Paige Madden                                                                                             | 400 m vrije slag   | 4.03,98     | 7 Q    | n.v.t.       | n.v.t.       | 4.06,81        | 7              |
| Katie Grimes                                                                                             | 800 m vrije slag   | 8.17,05     | 2 Q    | n.v.t.       | n.v.t.       | 8.19,38        | 4              |
| Erica Sullivan                                                                                           | 1500 m vrije slag  | 15.46,67    | 3 Q    | n.v.t.       | n.v.t.       | 15.41,41       | Zilver         |
| Regan Smith                                                                                              | 200 m vlinderslag  | 2.08,46     | 4 Q    | 2.06,44      | 4 Q          | 2.05,30        | Zilver         |
| Regan Smith                                                                                              | 100 m rugslag      | 57,96       | 2 Q    | 57,86 OR     | 1 Q          | 58,05          | Brons          |
| Rhyan White                                                                                              | 100 m rugslag      | 59,02       | 6 Q    | 58,46        | 4 Q          | 58,43          | 4              |
| Rhyan White                                                                                              | 200 m rugslag      | 2.08,23     | 2 'Q   | 2.07,28      | 3 Q          | 2.06,39        | 4              |
| Phoebe Bacon                                                                                             | 200 m rugslag      | 2.08,30     | 4 Q    | 2.07,10      | 2 Q          | 2.06,40        | 5              |
| Lydia Jacoby                                                                                             | 100 m schoolslag   | 1.05,52     | 2 Q    | 1.05,72      | 3 Q          | 1.04,95        | Goud           |
| Lilly King                                                                                               | 100 m schoolslag   | 1.05,55     | 3 Q    | 1.05,40      | 2 Q          | 1.05,54        | Brons          |
| Lilly King                                                                                               | 200 m schoolslag   | 2.22,10     | 2 Q    | 2.22,27      | 5 Q          | 2.19,92        | Zilver         |
| Annie Lazor                                                                                              | 200 m schoolslag   | 2.22,76     | 5 Q    | 2.21,94      | 3 Q          | 2.20,84        | Brons          |
| Claire Curzan                                                                                            | 100 m vlinderslag  | 56,43       | 10 Q   | 57,42        | 10           | niet geplaatst | niet geplaatst |
| Torri Huske                                                                                              | 100 m vlinderslag  | 56,29       | 4 Q    | 56,51        | 5 Q          | 55,73          | 4              |
| Hali Flickinger                                                                                          | 200 m vlinderslag  | 2.08,31     | 2 Q    | 2.06,23      | 2 Q          | 2.05,65        | Brons          |
| Hali Flickinger                                                                                          | 400 m wisselslag   | 4.35,98     | 5 Q    | n.v.t.       | n.v.t.       | 4.34,90        | Brons          |
| Kate Douglass                                                                                            | 200 m wisselslag   | 2.09,16     | 1 Q    | 2.09,21      | 1 Q          | 2.09,04        | Brons          |
| Alex Walsh                                                                                               | 200 m wisselslag   | 2.09,94     | 3 Q    | 2.09,57      | 3 Q          | 2.08,65        | Zilver         |
| Emma Weyant                                                                                              | 400 m wisselslag   | 4.33,55     | 1 Q    | n.v.t.       | n.v.t.       | 4.32,78        | Zilver         |
| Haley Anderson                                                                                           | 10 km open water   | n.v.t.      | n.v.t. | n.v.t.       | n.v.t.       | 1.59.36,9      | 6              |
| Ashley Twichell                                                                                          | 10 km open water   | n.v.t.      | n.v.t. | n.v.t.       | n.v.t.       | 1.59.37,9      | 7              |
| Erika Brown Catie Deloof Natalie Hinds Allison Schmitt* Olivia Smoliga* Abbey Weitzeil                   | 4x100 m vrije slag | 3.34,80     | 5 Q    | n.v.t.       | n.v.t.       | 3.32,81        | Brons          |
| Brooke Forde* Katie Ledecky Paige Madden Katie McLaughlin Allison Schmitt Bella Sims*                    | 4x200 m vrije slag | 7.47,57     | 2 Q    | n.v.t.       | n.v.t.       | 7.40,73 AR     | Zilver         |
| Erika Brown* Claire Curzan* Torri Huske Lydia Jacoby Lilly King* Regan Smith Abbey Weitzeil Rhyan White* | 4x100 m wisselslag | 3.55,18     | 2 Q    | n.v.t.       | n.v.t.       | 3.51,73        | Zilver         |

Gemengd
| Atleet                                                                                                   | Onderdeel          | Series  | Series | Halve finale | Halve finale | Finale  | Finale |
| Atleet                                                                                                   | Onderdeel          | Tijd    | Rang   | Tijd         | Rang         | Tijd    | Rang   |
| --- | ------------------ | ------- | ------ | ------------ | ------------ | ------- | ------ |
| Erika Brown* Claire Curzan* Torri Huske Lydia Jacoby Lilly King* Regan Smith Abbey Weitzeil Rhyan White* | 4x100 m wisselslag | 3.41,02 | 2 Q    | n.v.t.       | n.v.t.       | 3.40,58 | 5      |

* Zwom niet mee in de finale